# Áreas protegidas de Finlandia

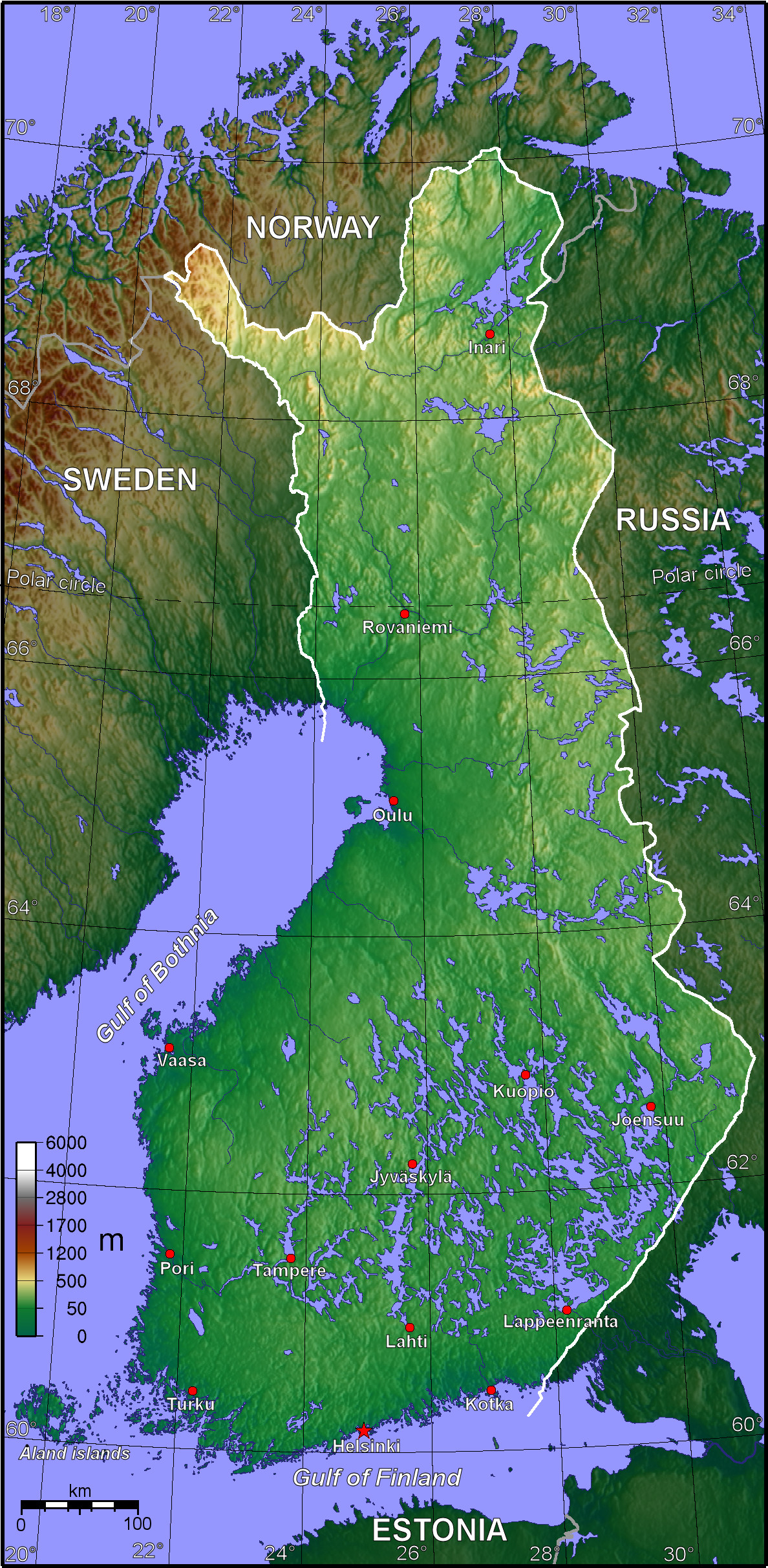
Mapa topográfico de Finlandia

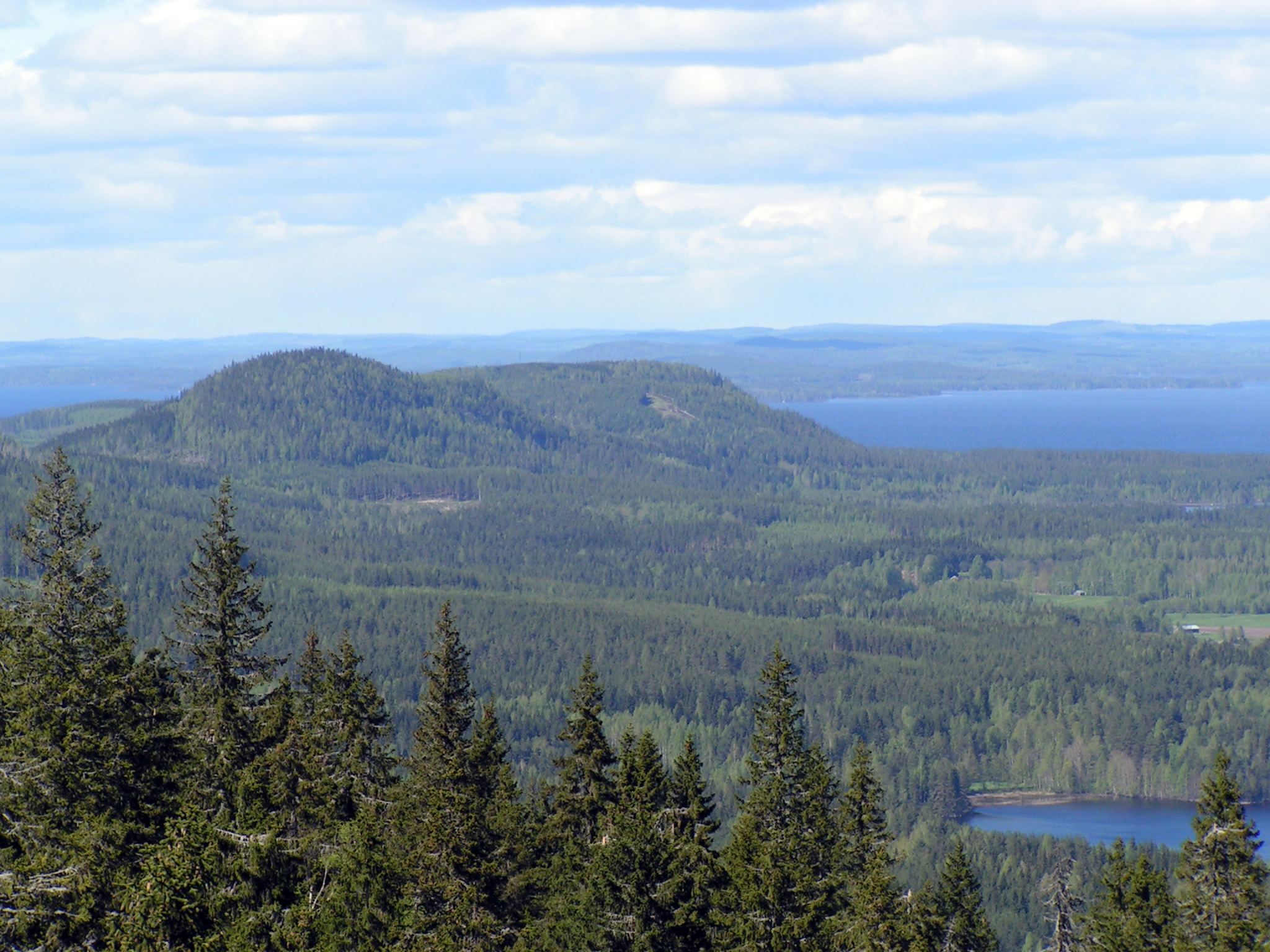
Parque nacional de Koli

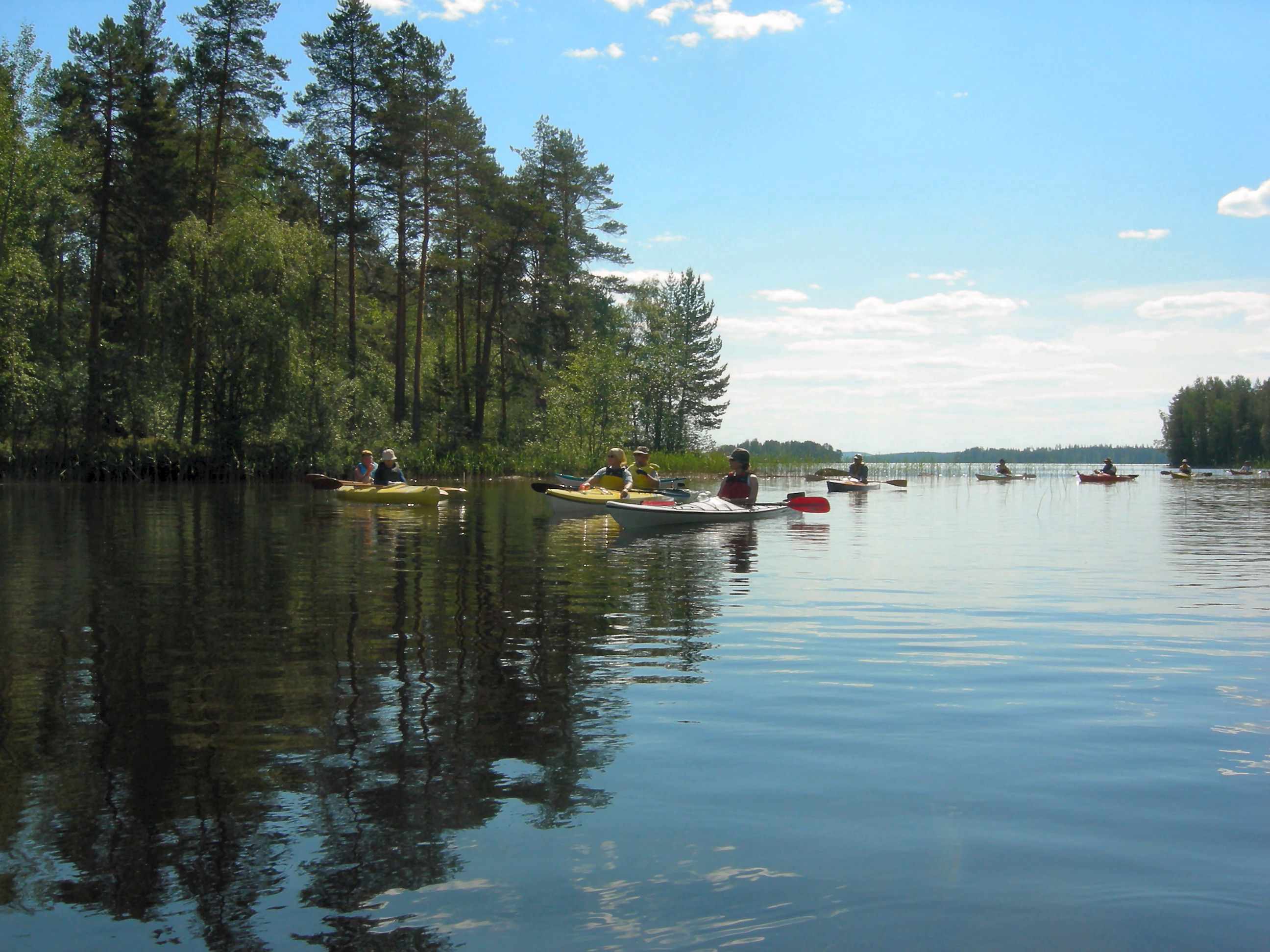
Parque nacional de Kolovesi, con el lago Kolovesi.

En Finlandia hay alrededor de 16.047 zonas protegidas que cubren 44.914 km², el 13,3 % del territorio (337.726 km²), y 9526 km² de áreas marinas, el 12 % de la superficie que corresponde al país (79.468 km²). De estas, 13.785 son de designación nacional, 2212 son de designación regional, y 50 son internacionales. En este conjunto hay 40 parques nacionales, 12 áreas naturales, 19 reservas naturales estrictas, 420 reservas naturales estatales, 166 turberas protegidas, 77 reservas forestales primigenias, 46 reservas forestales ricas en vegetación, 11.357 reservas naturales privadas, 7 áreas de protección de la foca gris, 171 zonas de protección temporal, 24 bosques estatales protegidos por orden del servicio forestal estatal, 1185 hábitats protegidos, 260 sitios de especies bajo protección estricta y 1 área de conservación privada. 
En cuanto a las designaciones regionales, hay 470 áreas de protección especial según la directiva de aves, 28 áreas protegidas del mar Báltico y 1714 sitios de importancia comunitaria.
Las designaciones internacionales comprenden 2 reservas de la biosfera de la Unesco, 49 sitios Ramsar y 1 sitio patrimonio de la humanidad.

## Turberas

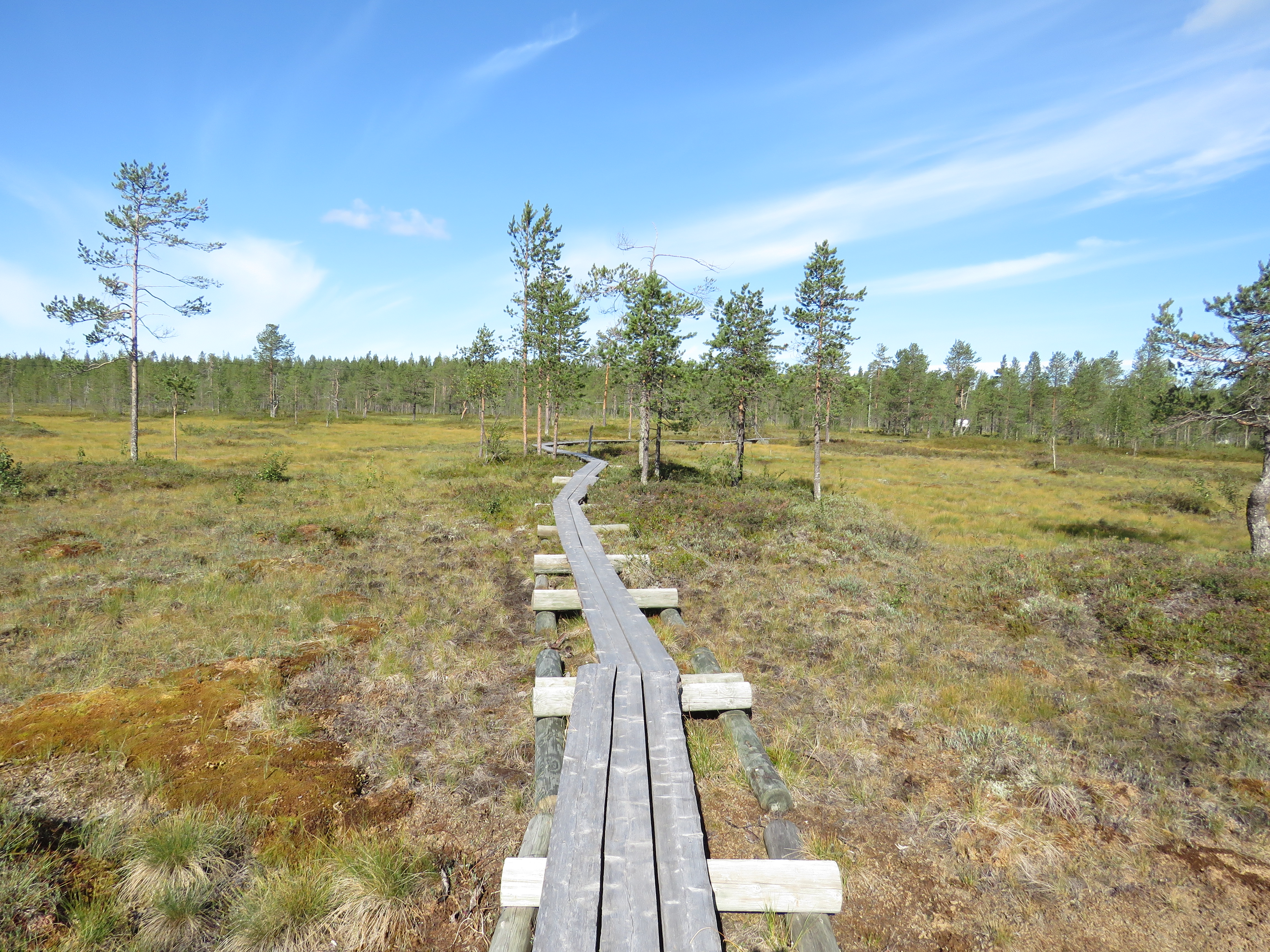
Turbera en Finlandia, donde se aprecia el sendero Santa Claus trazado con tablones de madera para evitar hundirse en los fangos de Sphagnum.

Las turberas son una parte muy importante del ecosistema finlandés y ocupan buena parte de las zonas protegidas. Se forman en zonas de penillanura con baja evaporación, donde la vegetación se descompone en un medio húmedo. La mayor parte de las turberas se encuentran en Ostrobotnia del Norte, Ostrobotnia del Sur, Ostrobotnia Central y Finlandia Central, donde en algunos casos superan el 60 por ciento del territorio. Son menos abundantes en el distrito de los lagos, en el golfo de Finlandia y en el extremo norte, donde abundan los tunturis, montañas peladas de la era glaciar.
Las turberas finlandesas se dividen en tres tipos principales de sur a norte: las zonas pantanosas elevadas, las turberas aapa, y las turberas palsa. 
En las turberas elevadas (o pantanos elevados), el musgo Sphagnum forma una gruesa capa de turba que puede elevarse varios metros por encima del suelo mineral. Entre los diversos tipos, las hay llanas, sin elevaciones, propias de la costa sur de Finlandia y habituales en Norteamérica; concéntricas, con una elevación en el centro, propias del oeste de Finlandia, y excéntricas, con su máxima elevación en uno de los lados. En la superficie se forman montículos y depresiones que pueden ser inestables.
Las turberas aapa se extienden desde Finlandia Central al límite septentrional del bosque, suelen ser inclinadas o cóncavas, y hay menos variedades de esfagnos debido a las inundaciones primaverales y a la mayor mineralización del fango. Es lo que en inglés se llama fen. Las mayores se encuentran en Laponia, en la zona de montes. Suele haber un desnivel de 20 entre la parte alta y la baja, aunque puede alcanzar hasta 200 m en una ladera larga. Predomina un tipo de esfagno, el Sphagnum papillosum.
Las turberas palsa solo se encuentran en el extremo norte y son una variante periglaciar de turbera. Los palsa son montículos de turba altos con núcleos de permafrost. En su interior hay turba o limo congelado con cristales de hielo. Su morfología es muy variable y hay muchos subtipos. Entre los musgos se encuentran Sphagnum lindbergii, Carex vesicaria, Carex rotundata y Carex rostrata, y entre la vegetación, debido a la mayor sequedad, Betula nana, Empetrum nigrum (baya de cuervo), Rubus chamaemorus (mora de los pantanos), líquenes, abedules y sauces.

## Parques nacionales

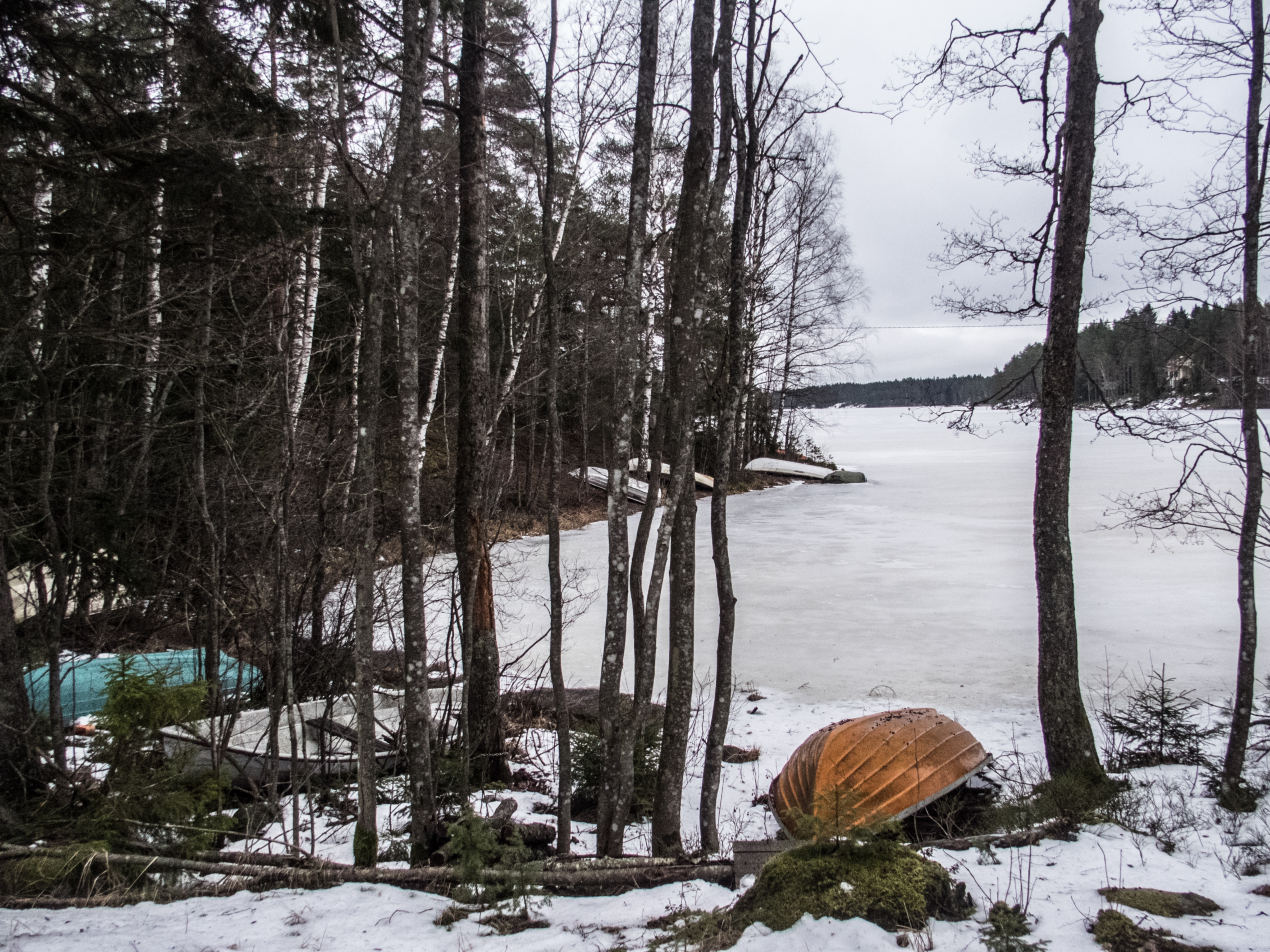
Parque nacional de Teijo

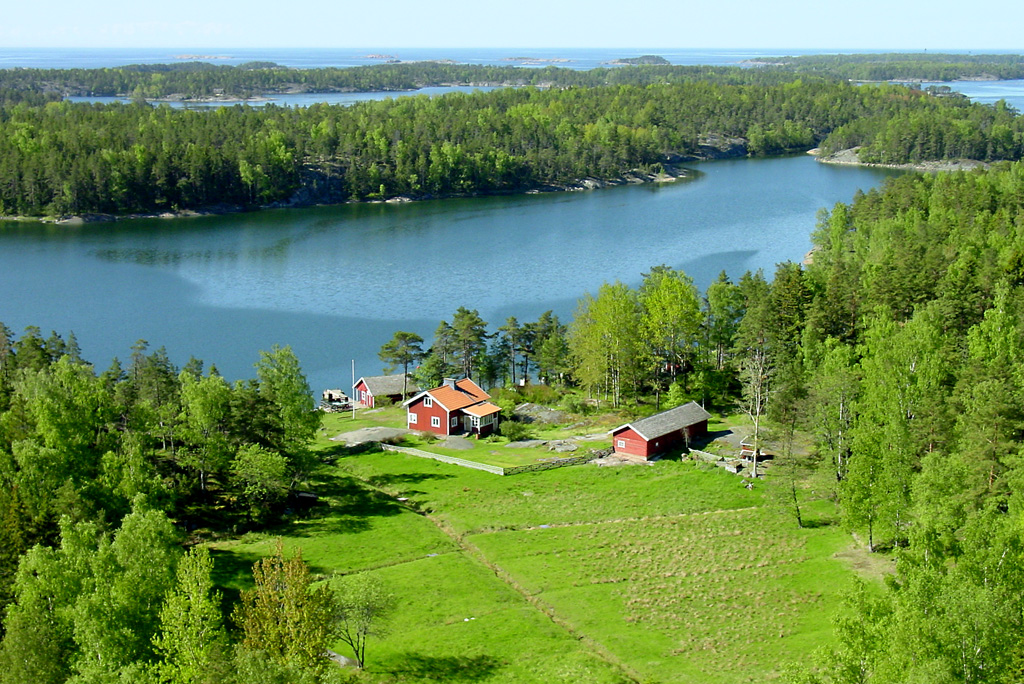
Parque nacional del archipiélago de Ekenäs

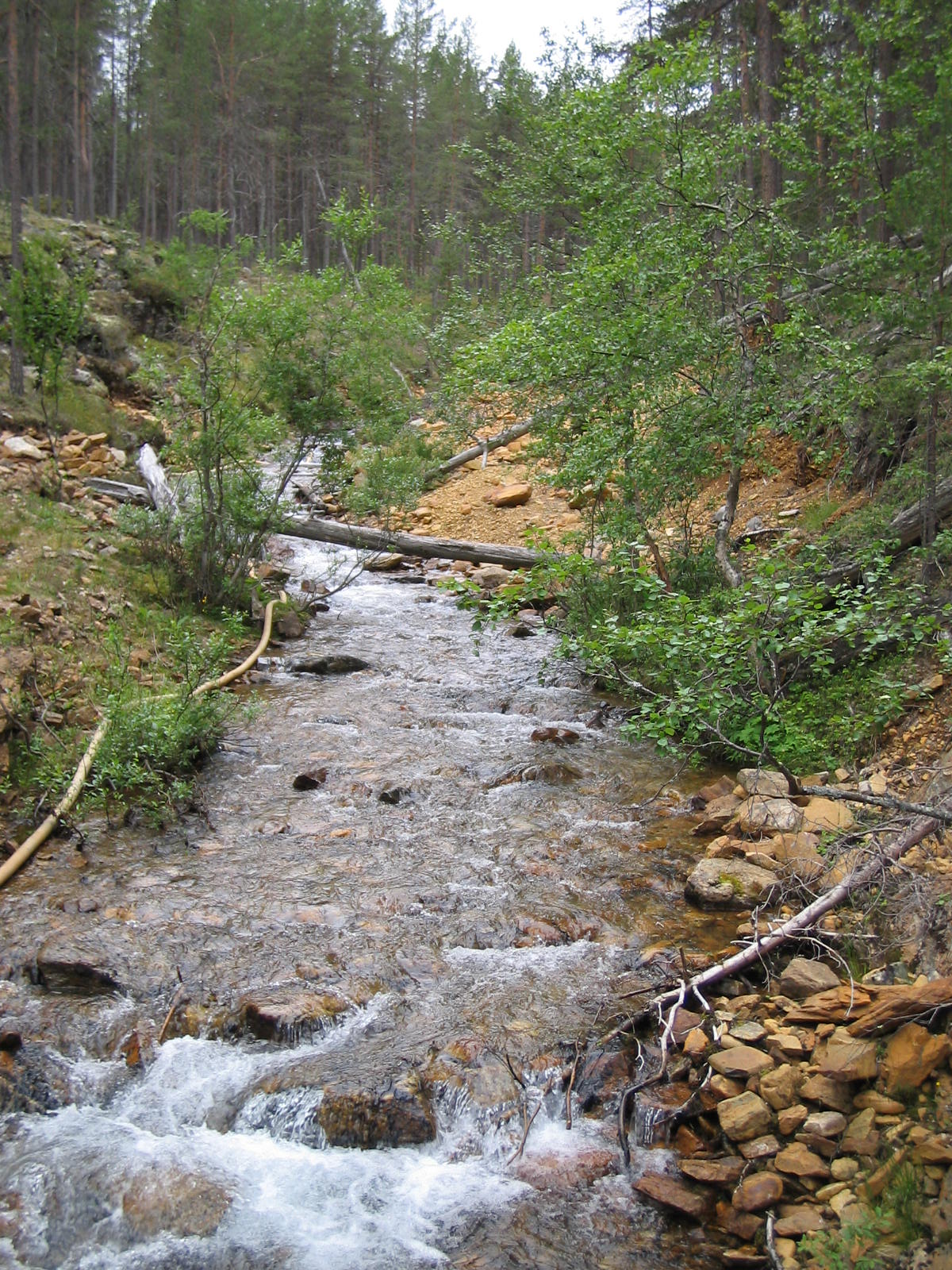
Sitio Ramsar del Parque nacional de Lemmenjoki

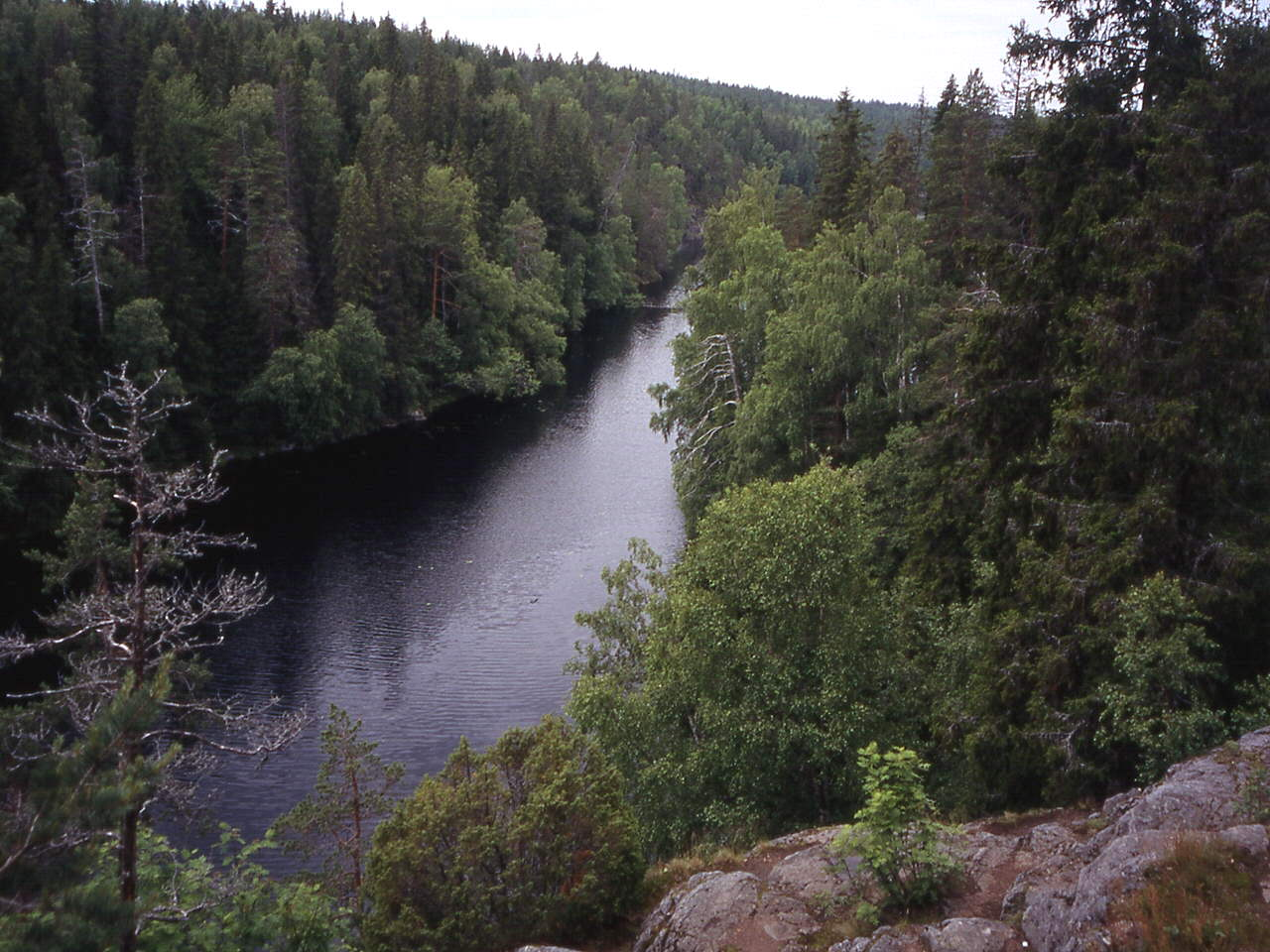
Río Helventokolu en el Parque nacional de Helvetinjärvi

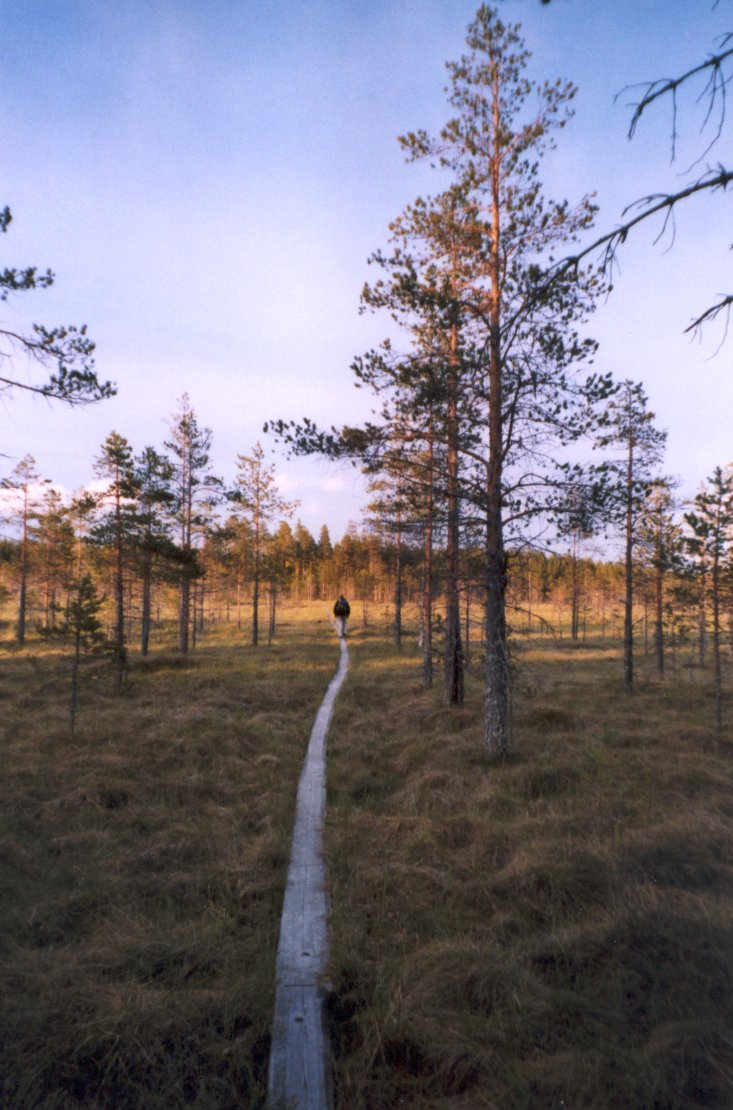
Turbera en el Parque nacional de Salamajärvi

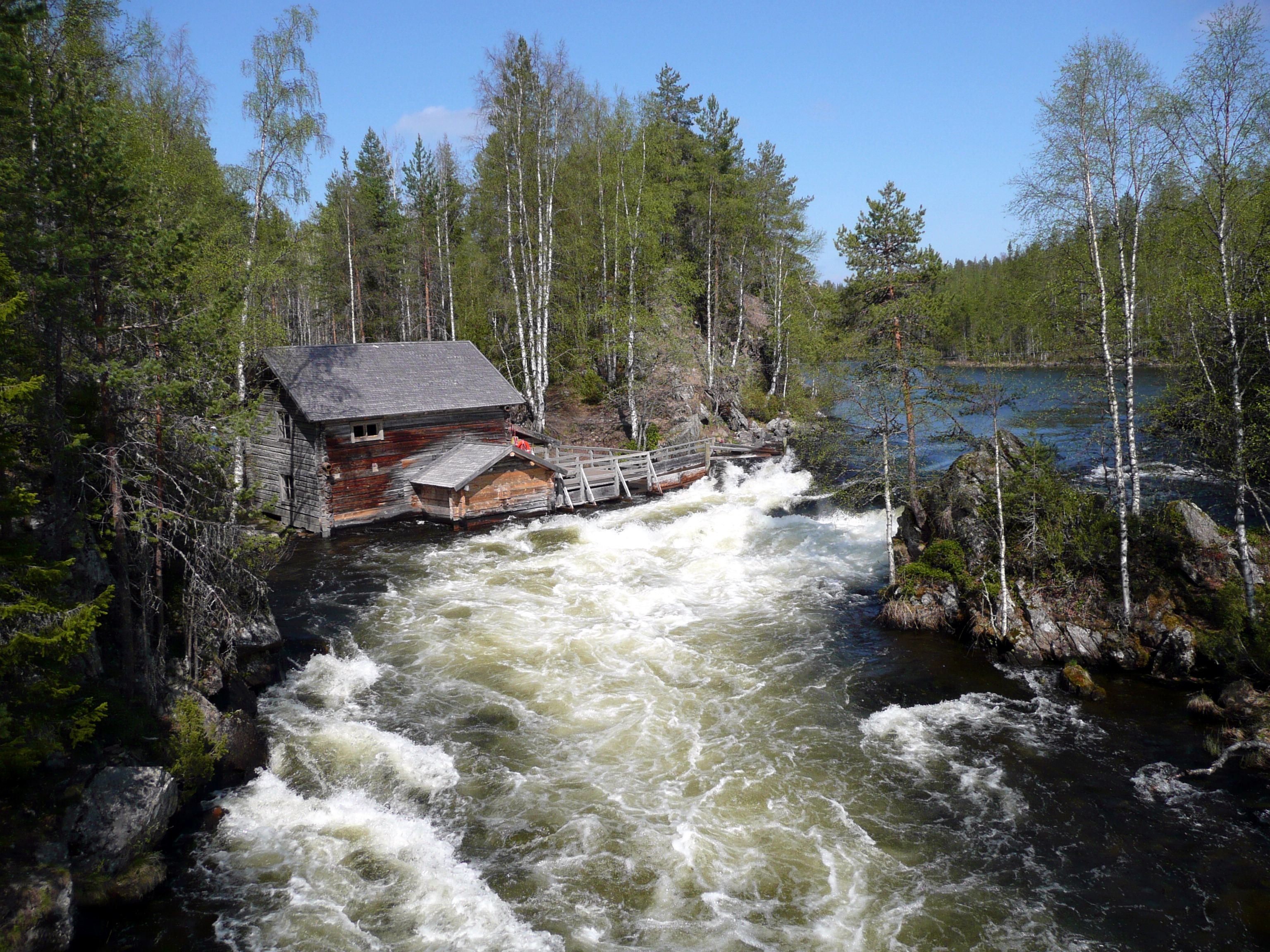
Sendero de Karhunkierros en el Parque nacional de Oulanka.

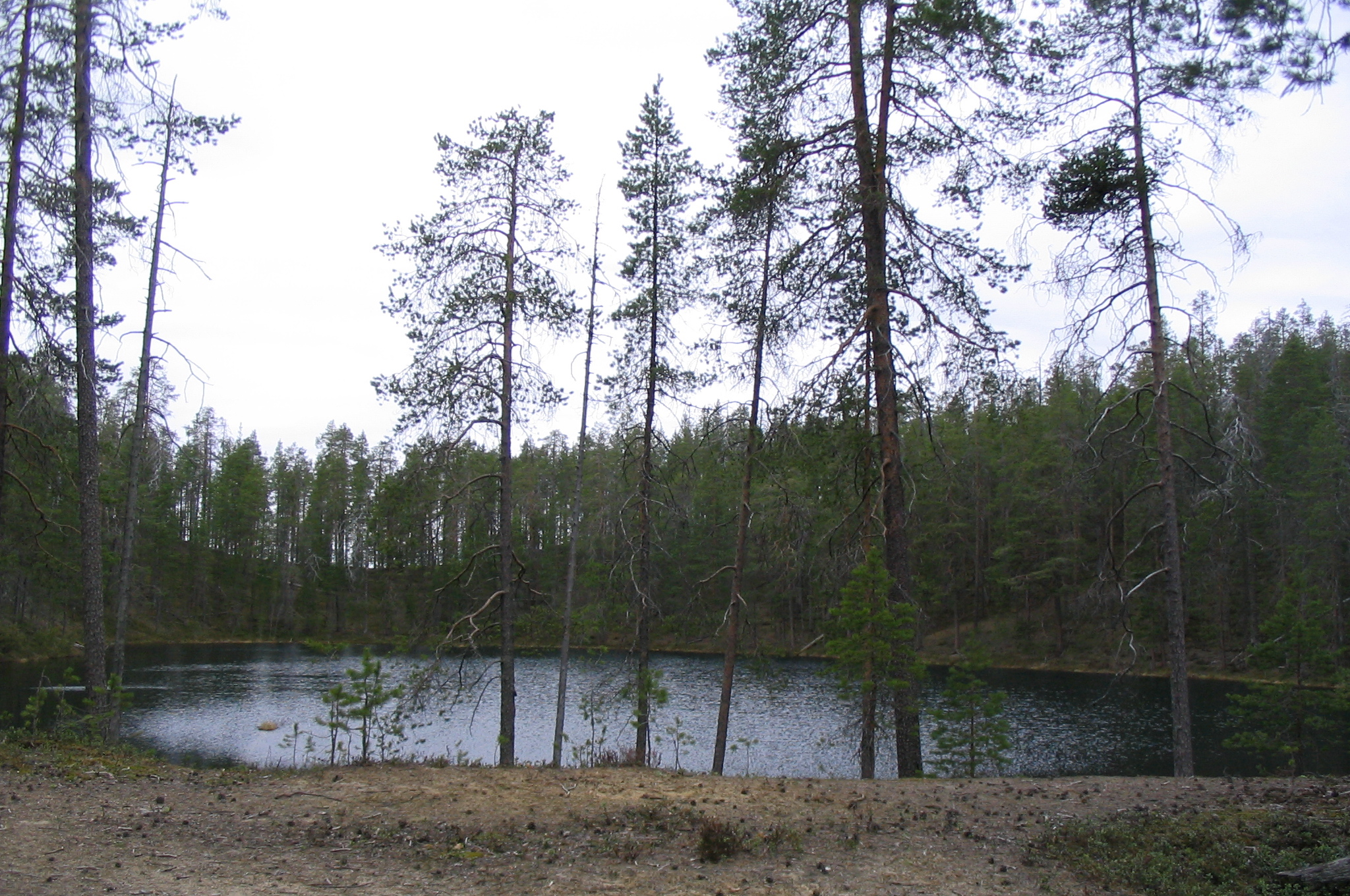
Un lago del tipo kettle, formado por la retirada de los glaciares, en Hossa.

- Parque nacional del Archipiélago Marino, 500 km²
- Golfo oriental de Finlandia, 6 km². En la región meridional de Kymenlaakso, consiste en pequeñas islas e islotes, algunas cubiertas de pinos, aunque la mayoría son roca desnuda, debido al granito rapakivi (de hornblenda-biotita), que se rompe formando cubos. Destaca la fauna acuática, entre ella, la serreta grande, el porrón moñudo, el alca común y el arao aliblanco.
- Parque nacional del mar de Botnia, 913 km². En Laponia, el 98 % consiste en agua, en la costa sudoccidental. Posee pocas islas o zonas costeras y no excluye la caza de focas y aves marinas. Está formado por un estrecho rosario de islotes entre Merikarvia y Kustavi, con playas rocosas batidas por las olas. Tiene unos 10-10 km de anchura por 160 km de largo, con el fin de proteger a las aves pelágicas.[3]
- Parque nacional de la bahía de Botnia, 157 km². En el norte del golfo de Botnia, solo 2,5 km² son de tierra firme. Los islotes están formados por el rebote posglaciar, al ascender la tierra tras la retirada del hielo. Hay numerosas bases pesqueras.[4]
- Archipiélago de Ekenäs 52 km². En la región de Uusimaa, en el extremo sur, La mayor parte está formada por islotes rocosos frente al mar abierto, y el mar que los rodea. Solo es accesible en barco, menos en la época de cría, entre abril y julio.[5]

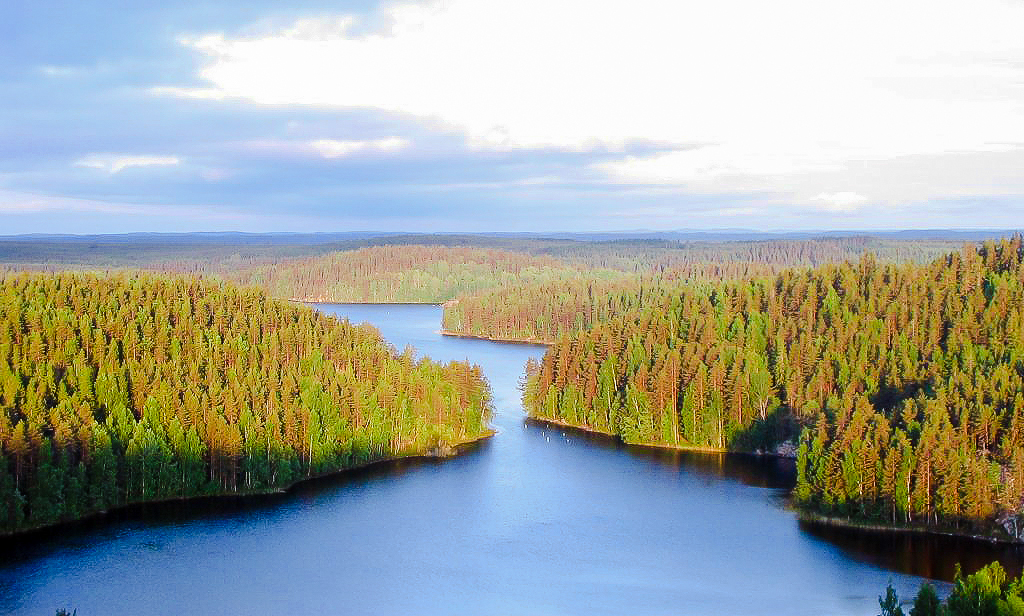
Parque nacional de Repovesi

- Helvetinjärvi, 49,8 km². En la región de Pirkanmaa, en el centro-sur. Representa el bosque salvaje de la provincia histórica de Tavastia, con profundas gargantas y un paisaje accidentadp formado por fallas que atraviesas el lecho rocoso. Destaca la hendidura Helvetinkolu en el extremo sureste del lago Helvetinjärvi.[6]
- Hiidenportti, 45 km². En la región de Kainuu, al este del país. Un mosaico de bosques secos y turberas. Dos tercios son bosques de coníferas con una edad de más de cien años. El lugar más conocido es el barranco de Hiidenportti (literalmente "puerta de Hiisi") con acantilados verticales. Hay osos, glotones y linces. El lobo gris es un visitante ocasional. El castor americano vive en el río Porttijoki y sus huellas se pueden ver a lo largo del río. En la avifauna son comunes especies del norte, como el pinzón real y el escribano rústico; también se puede ver el arrendajo siberiano en la zona. El urogallo y el grévol común son las aves más abundantes. Las especies raras incluyen el ánsar piquicorto, la grulla común, el águila pescadora, el colimbo ártico, el cárabo lapón y el ruiseñor coliazul. El cárabo lapón también está representado en el emblema del parque. También hay numerosas mariposas, como Catocala adultera, Xestia sincera y Saturniinae.[7]
- Hossa, 90 km². Al este del país. Es una de las zonas más antiguas para practicar senderismo de Finlandia. Bosques de pino y abeto, lagos (Laukkujärvi, Hakoharj, Huosiharju y Öllörijärvi son los mayores) entre crestas de morrena (eskers). Un tercio está cubierto de turberas. En el parque convergen tres cuencas. En las oxigenadas aguas de los en torno a 130 lagos hay percas y corégono blanco.[8][9]
- Isojärvi, 19 km². En el extremo sur, en el distrito de los lagos, con valles y colinas boscosas en un paisaje moldeado por los glaciares, con gargantas y elevaciones que alcanzan los 219 m en Vahtervuori, unos cien metros por encima del lago Isojärvi, en cuyas orillas cría el colimbo ártico. En los viejos bosques de pinos abundan los helechos y los musgos. El bosque más conocido es Latokuusikko, con abetos de 30 m de altura, El animal emblemático es el castor, aunque la variedad norteamericana fue introducida en los años 1930.[10]

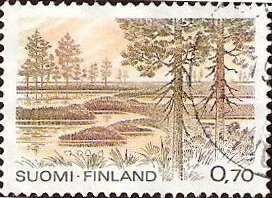
Sello del Parque nacional de Kauhaneva de 1981

- Kauhaneva-Pohjankangas, 57 km², 62°10′45″N 22°24′23″E. En el sudoeste, en la región de Ostrobotnia del Sur. Oscila entre los 160 y los 180 m de altura, con turberas y pantanos entre las crestas de morrena (esker), que están cubiertas de pinos sobre la roca árida de pórfido. Destaca la turbera elevada de Kauhaneva, excepcionalmente bien desarrollada con grandes pantanos minerotróficos y pantanos de juncos, pequeños arroyos y decenas de estanques y charcas. En los bordes de los esker hay pantanos, algunos en los lechos de los arroyos. Se extrae turba. Es sitio Ramsar, importante por las aves que anidan aquí, entre ellas 11 especies de limícolas y el ganso campestre.[11]

- Koli, 30 km²

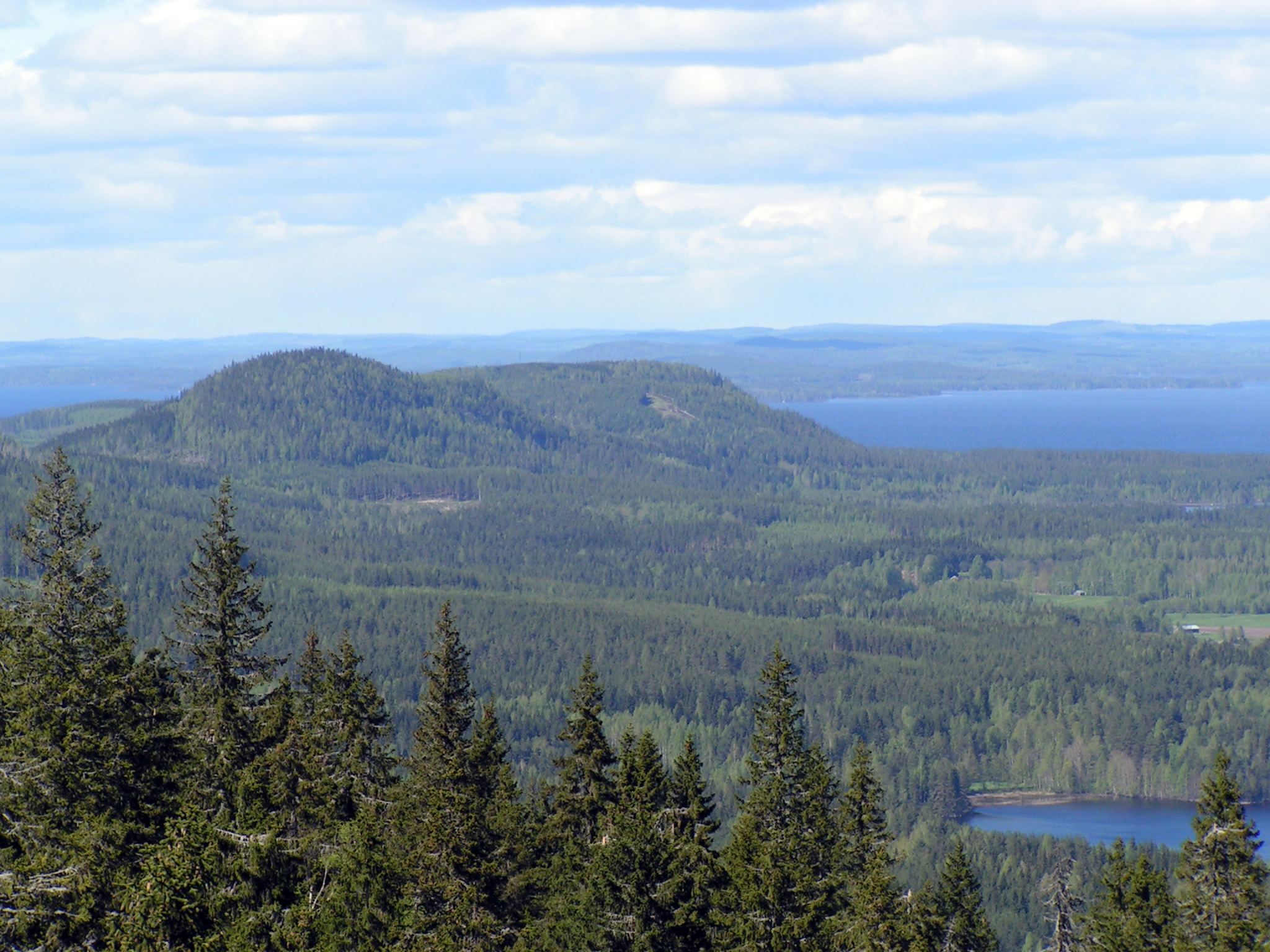
Parque nacional de Koli

- Kolovesi, 23 km². En el sudeste, en la región de Savonia del Sur. Creado para proteger el hábitat de la foca anillada de Saimaa, que vive en el vasto laberinto de canales de lago Saimaa. Hay pinturas rupestres. El archipiélago está cubierto de bosques centenarios de pinos, en cuyos ejemplares caídos crecen al menos un centenar de especies de poliporos. Destacan las islas de Vaajasalo y Mäntysalo, y centenares de islotes que forman estrechas gargantas y agrestes paredes sobre el agua. Hay zorros, tejones, linces nutrias y focas anilladas. Entre las aves, el pico tridáctilo, el mosquitero verdoso, el papamoscas papirrojo y el torcecuello euroasiático.[12]
- Kurjenrahka, 29 km². En Finlandia del Sudoeste. Consiste principalmente en un pantano rodeado de bosques primarios. Hay linces, osos pardos y lobos. El pantano elevado es más alto en el centro que en los bordes. Puede dividirse entres partes: los pantanos elevados de Kurjenrahka y Lammenrahka, el área de turberas de Vajosuo, rodeada de bosques, y las turberas y bosques en Laidassuo, Lakjärvenrahka y Pukkipalo. En los pantanos elevados, el agua serpentea entre montículos sobre los que crece el té de los pantanos y algunos pinos silvestres. En los huecos crece el Sphagnum. Entre las aves destacan las grullas.[13]

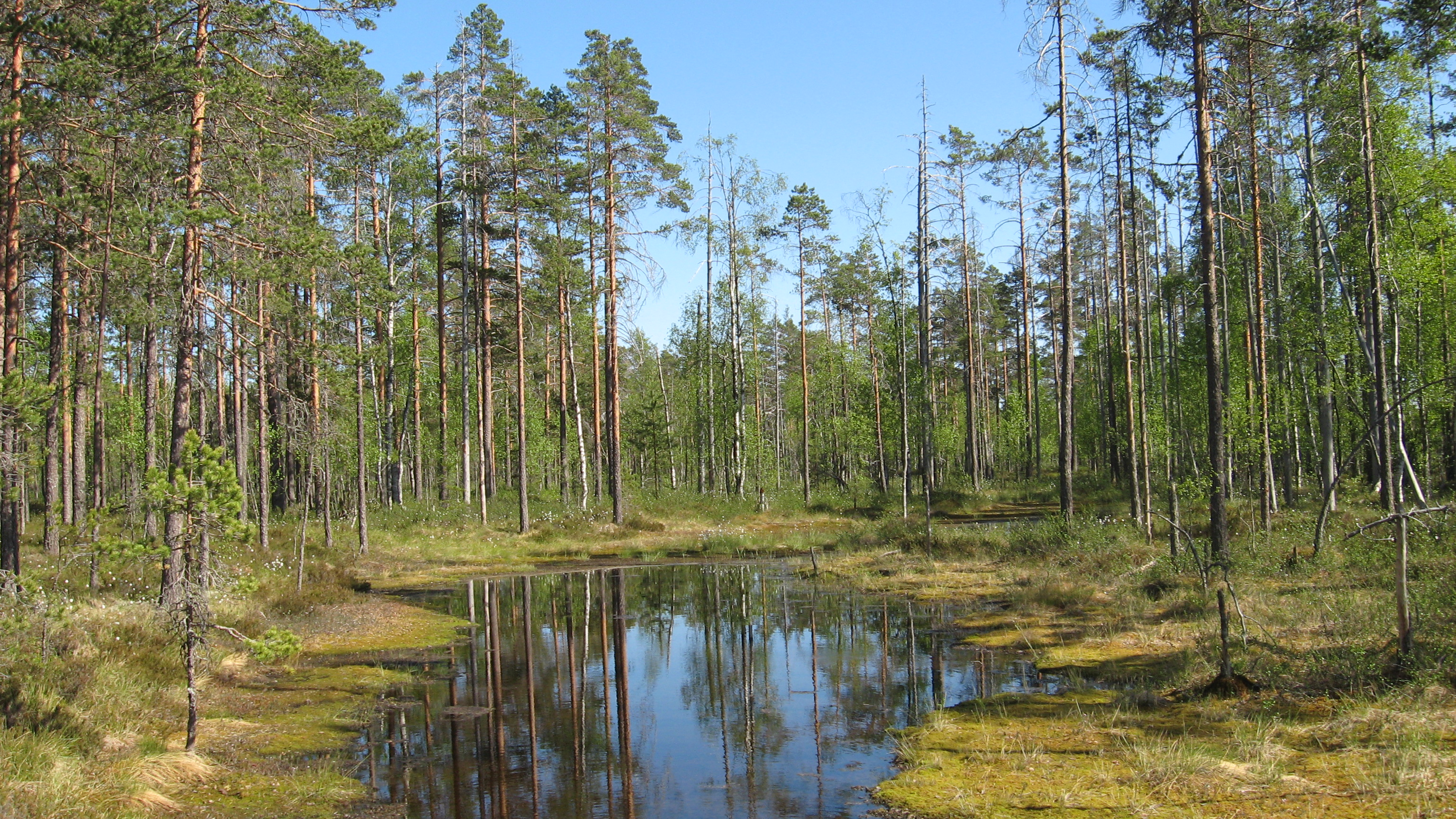
Parque nacional de Lauhanvuori

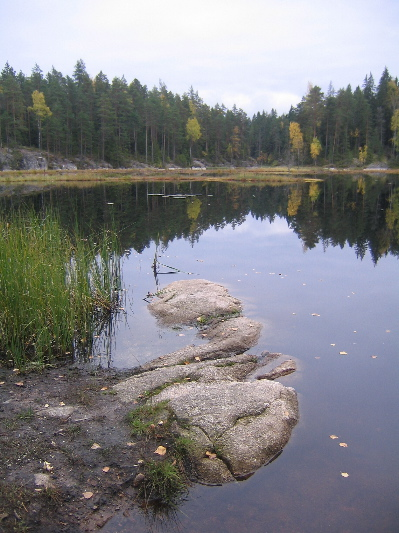
Lago Mustalampi en el Parque nacional de Nuuksio

- Lauhanvuori, 53 km², 62°09′07″N 22°10′30″E. En la región de Ostrobotnia del Sur. Bosques de pinos, pantanos y arroyos. Contiene la montaña Lauhanvuori de 231 m, uno de los puntos más altos de Finlandia occidental. La cima estuvo cubierta de hielo hasta hace 9500 años, pero fue una isla en medio del lago Ancylus, que cubrió la zona y, por tanto posee más nutrientes y es más fértil que los alrededores, muy áridos. También hay una hectárea de turberas. Fue una zona de caza y extracción de madera muy importante.[14]
- Leivonmäki, 29 km², 61°56′N 026°02′E. Bosques de esker, pantanos y el lago Rutajärvi, de 11 km².[15]
- Lemmenjoki, 2850 km². Es el mayor parque de Finlandia. Su nombre procede del río Lemmenjoki, que lo atraviesa de norte a sur. Esta junto al Parque nacional de Øvre Anárjohka, en Noruega. El paisaje está dominado por una extensa turbera aapa en el sur. El río, de 70 km de largo, está rodeado por los tunturis Maarestatunturi y Viipustunturi, y en el norte, las colinas alcanzan los 500 m de altura. Hay una amplia variedad de flora bajo los pinos. Entre los mamíferos, hay glotones.[16]
- Liesjärvi, 22 km². En el sur, en la región de Tavastia Propia. Es un área pequeña en una zona de lagos cubierta de bosques viejos de abetos, destacando los de Ahonnokka y Isosaari. Comprende turberas, eskeres y unos 50 km de riberas de lagos. Destaca el esker de Kyynäränharju, con sus orillas arenosas, y el estrecho istmo que separa los lagos Kyynäräjärvi y Liesjärvi. El emblema del parque muestra una espiga de centeno y una flor de scabiosa. Abundan los pájaros caripinteros en los bosques viejos y hay ardillas voladoras.[17]

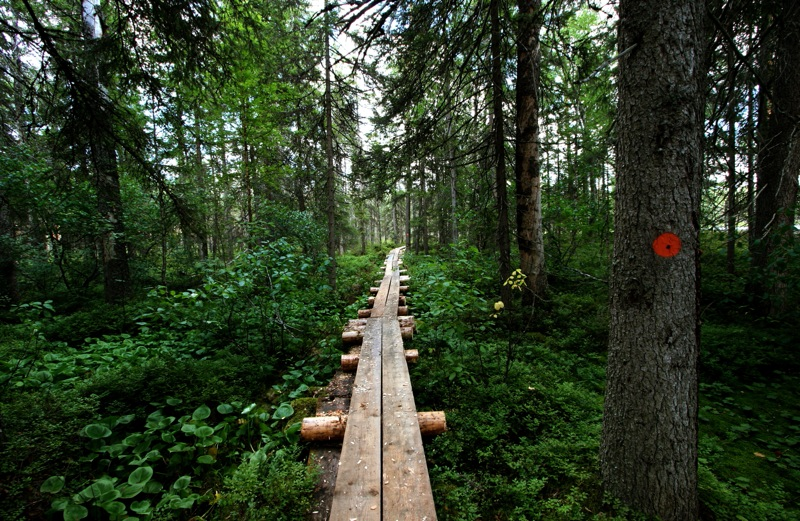
Sendero en el Parque nacional de Petkeljärvi, conocido como Kuikan Kierros, de 6,5 km.

- Linnansaari, 97 km². Se halla en una zona de 40 km de largo y 5-10 km de ancho en el centro del lago Haukivesi, una parte del lago Saimaa, el más grande del país. Está formado por un laberinto de más de 130 islas y cientos de islotes y rocas sobresalientes. Hay bosques de pinos y caducifolios, rocas cubiertas de líquenes y pastos. Sobre el lago, sobrevuela el águila pescadora, en las riberas el colimbo ártico, los pájaros carpinteros y más de 300 especies de mariposas Macrolepidoptera, además del extremadamente raro escarabajo Aulonothroscus laticollis.[19]
- Nuuksio, 45 km². En el extremo sur, a solo 30 km de Helsinki, se puede visitar en transporte público y hay ocho rutas de senderismo trazadas. El emblema del parque, formado por bosques y lagos, es la ardilla voladora siberiana.
- Oulanka, 270 km². Se practica la cría de renos y hay osos, linces y glotones. Abunda el colirrojo real. En el valle del río Oulanka abundan las bayas, las setas y las orquídeas silvestres.[20]
- Päijänne, 14 km², 61°23′12″N 25°23′36″E. En el sur y al sur del lago Päijänne. Consiste en más de 50 islas deshabitadas con centro en el lago Päijänne, de orillas arenosas y una cadena de islas formada por un esker (cresta de morrena) de la edad del hielo, en contraste con otras zonas de rocas que tienen 2000 millones de años. Forma parte del Geoparque de Salpausselkä.[21] El corazón del parque es la isla de Kelvenne, una de las más bellas islas del esker de Kelvenne, un continuo de islas de sur a norte. En su centro se encuentra la poza de Kelvenneenlampi. El bosque es de pinos y piceas.[22]
- Pallas-Yllästunturi, 1020 km²
- Patvinsuo, 105 km², 63°06′41″N 030°42′16″E. Al este del país. Tiene pantanos, zonas de bosque viejo (Autiovaara) y otras donde se practicó la roza y quema. El lago Suomujärvi, con sus 24 km de orillas arenosas, se encuentra al nordeste del parque. Hay una floreciente población de osos pardos. En la turbera de Kissansuo-Raanisuo-Tohlinsuo abundan las aves, hasta el punto de ser sitio Ramsar. Hay 96 especies de poliporo.[23]
- Petkeljärvi, 6 km². Bosque de pinos sobre crestas de morrena arenosas (esker), lagos y pozas. Se puede ver el colimbo ártico, emblema del parque, así como el trabajo de los castores.[24]
- Puurijärvi-Isosuo, 27 km², 61°14′57″N 022°34′01″E. En las regiones de Pirkanmaa y Satakunta, en el sudoeste. Cubre una amplia zona pantanosa y el lago Puurijärvi, de 4,5 km², así como las orillas prístinas del río Kokemäenjoki. A orilla del lago hay pastos y matorrales húmedos, y en el agua crecen carrizos y equisetos. Es las turberas elevadas, ideales para las aves, crecen algunos pinos dispersos. Las más secas e intrincadas son las de Korkeasuo, Kiettareensuo y Aronsuo. Entre las plantas, el romero de pantano, el té del Labrador, la mora de los pantanos y alguna planta carnívora, como el rocío de sol y la Drosera anglica. Abunda la libélula de cuatro puntos.[25]

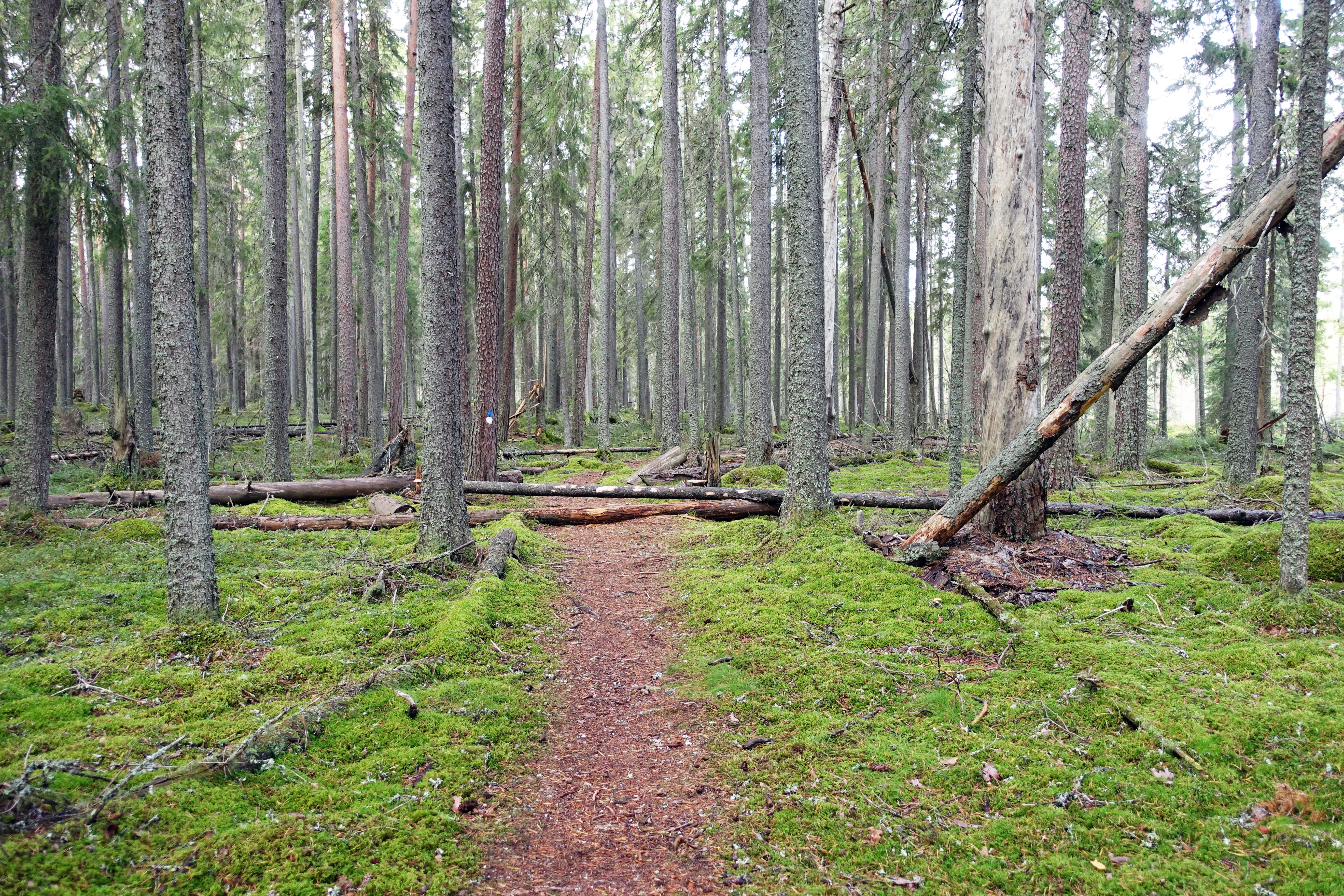
Parque nacional de Pyhä-Häkki

- Pyhä-Häkki, 13 km², 62°50′44″N 25°28′21″E. En la región de Finlandia Central. Protege pequeños bosques de pino silvestre y picea de hasta 400 años, aunque la mitad del parque es una ciénaga. También hay abedules, álamos y alisos. Se encuentran aves típicas de bosques viejos, como el agateador norteño y el reyezuelo sencillo. Entre los migradores, el papamoscas cerrojillo, el pinzón vulgar y el mosquitero verdoso. También se pueden ver alces y osos, y hasta 70 especies de poliporos.[26]
- Pyhä-Luosto, 142 km², 67°03′59″N 26°58′25″E. En Laponia. Fue creado en 2005 con la ampliación del parque nacional más viejo del país, el de Pyhätunturi. Está formado por los tunturi más meridionales de Finlandia, una alineación de una docena de picos de cuarcita de dos mil millones de años de antigüedad, entre los que destacan el Noitatunturi, de 540 m, y el Ukko-Luosto, de 514 m, con viejos bosques de pinos en las laderas. El conjunto es un mosaico de cimas peladas, laderas boscosas y turberas aapa abiertas, con estrechas gargantas, entre las que destaca la de Isokuru. Aquí vive el arrendajo siberiano y hay una gran abundancia de plantas silvestres, poliporos, líquenes, geranio silvestre, helecho hembra, etc.[27]
- Repovesi, 15 km²
- Riisitunturi, 77 km²
- Rokua, 4,3 km²
- Salamajärvi, 62 km²
- Seitseminen, 45,5 km²
- Syöte, 299 km²
- Teijo, 33,85 km². En el sudoeste de Finlandia, creado en 2015, es una turbera eutrófica, rica en minerales. El bosque es de pinos. Se encuentran aves como gansos, grullas, lavanderas y urogallos. En la zona hay industrias, como la del hierro en Kirjakkala.[28]
- Tiilikkajärvi, 34 km²
- Torronsuo, 25,5 km²
- Urho Kekkonen, 2550 km²
- Valkmusa, 17 km²

## Reservas naturales estrictas

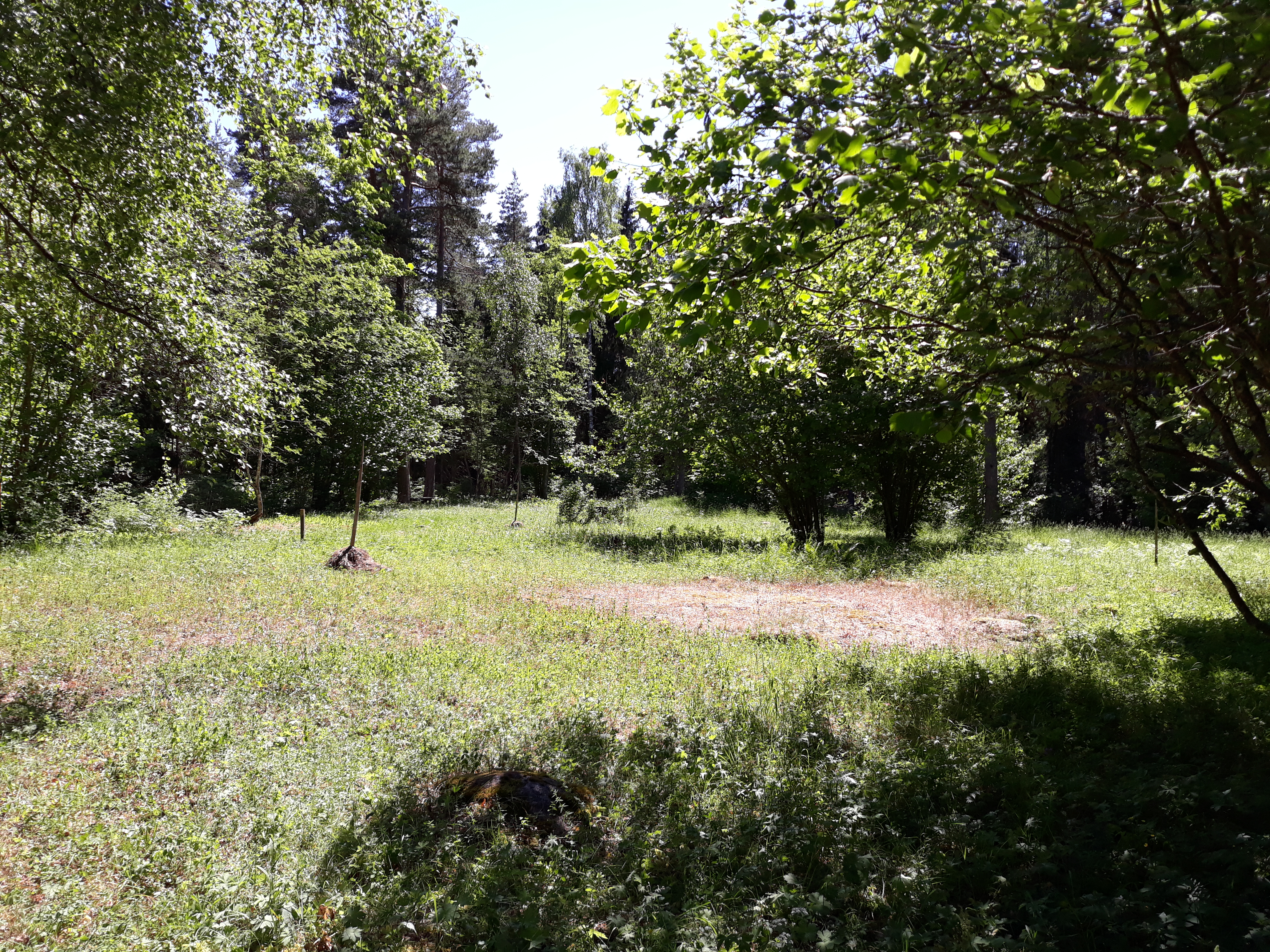
Pradera en la reserva natural estricta de Karkali.

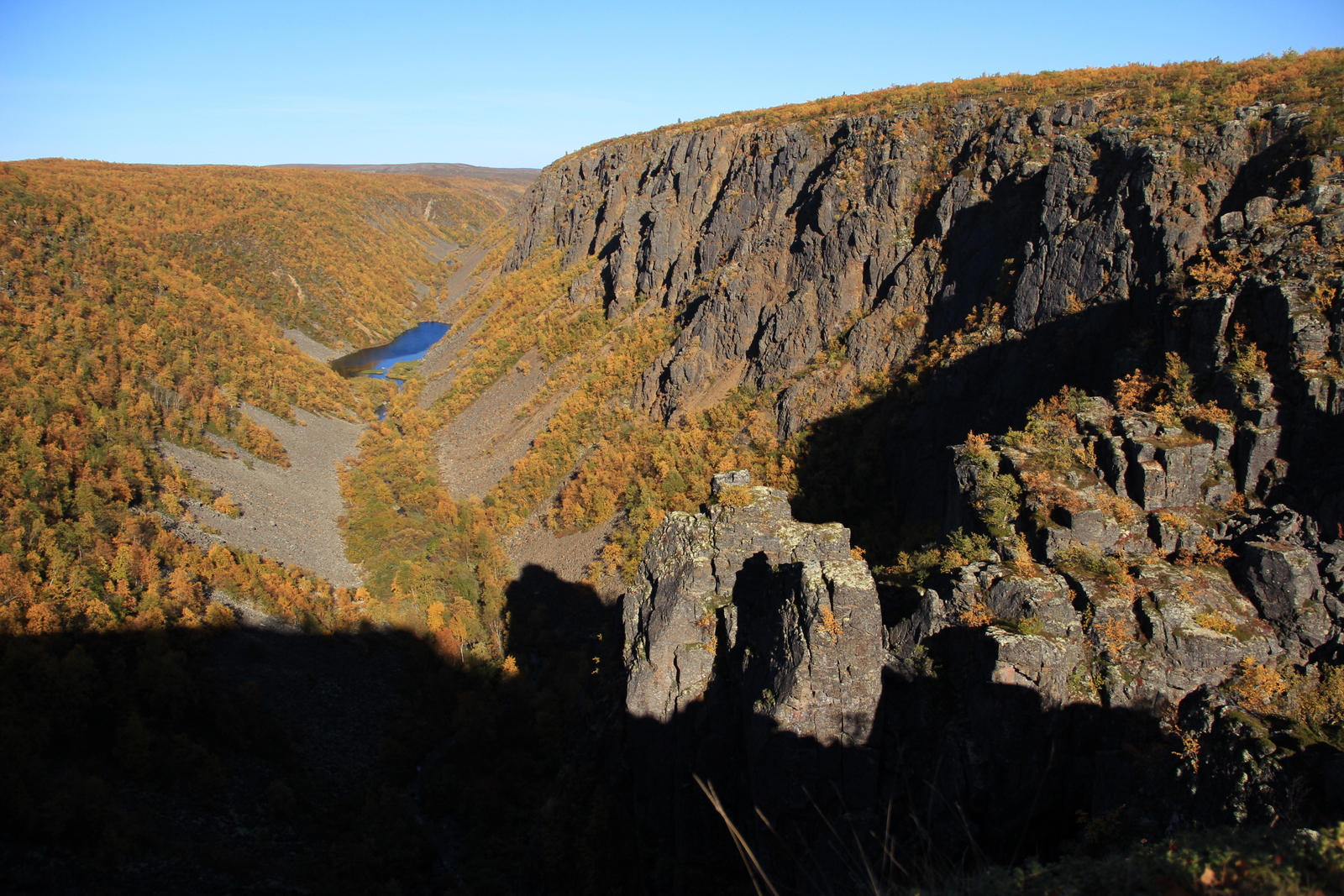
Cañón de Kevo, en Laponia

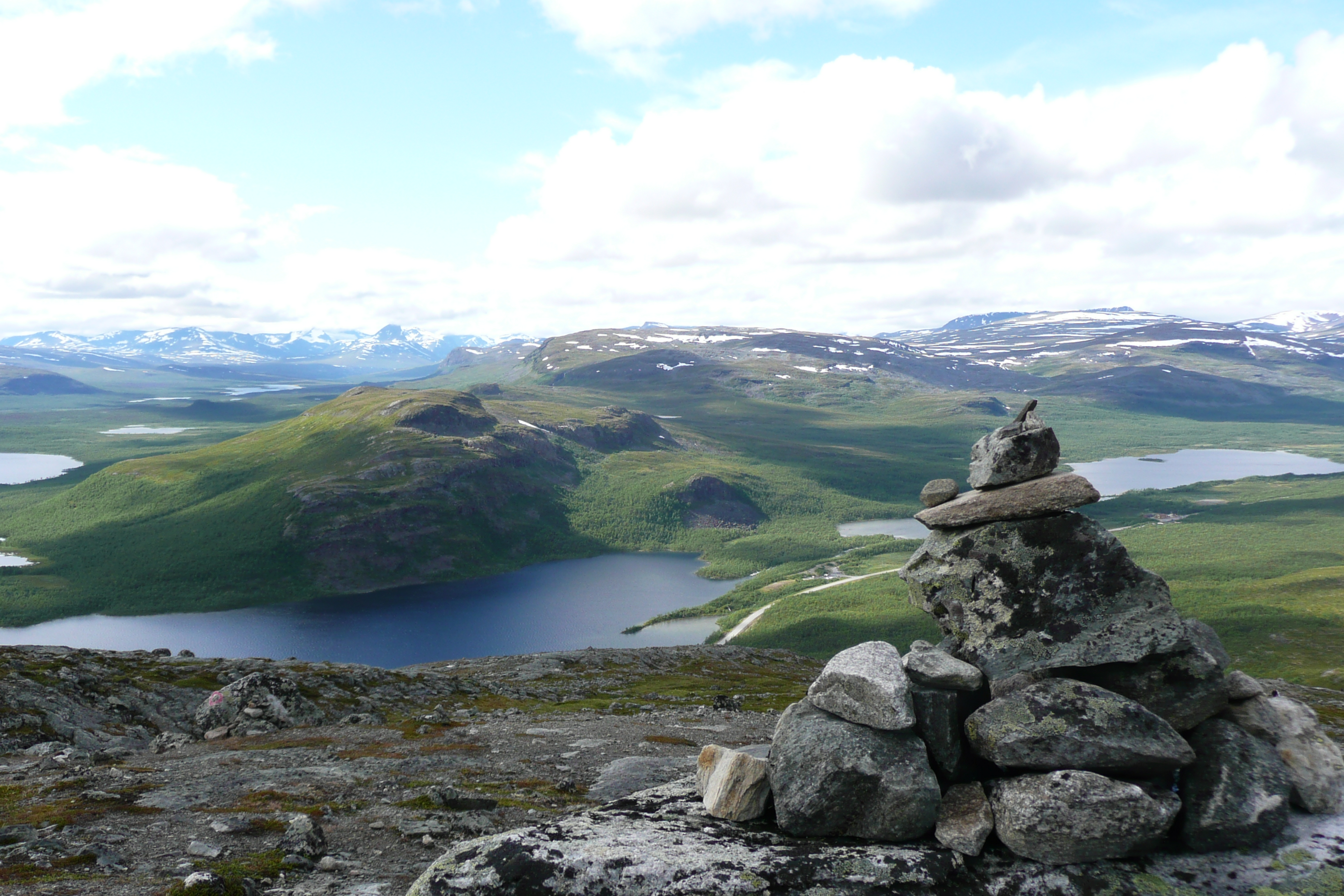
Vista desde el monte Saana de la reserva estricta de Malla.

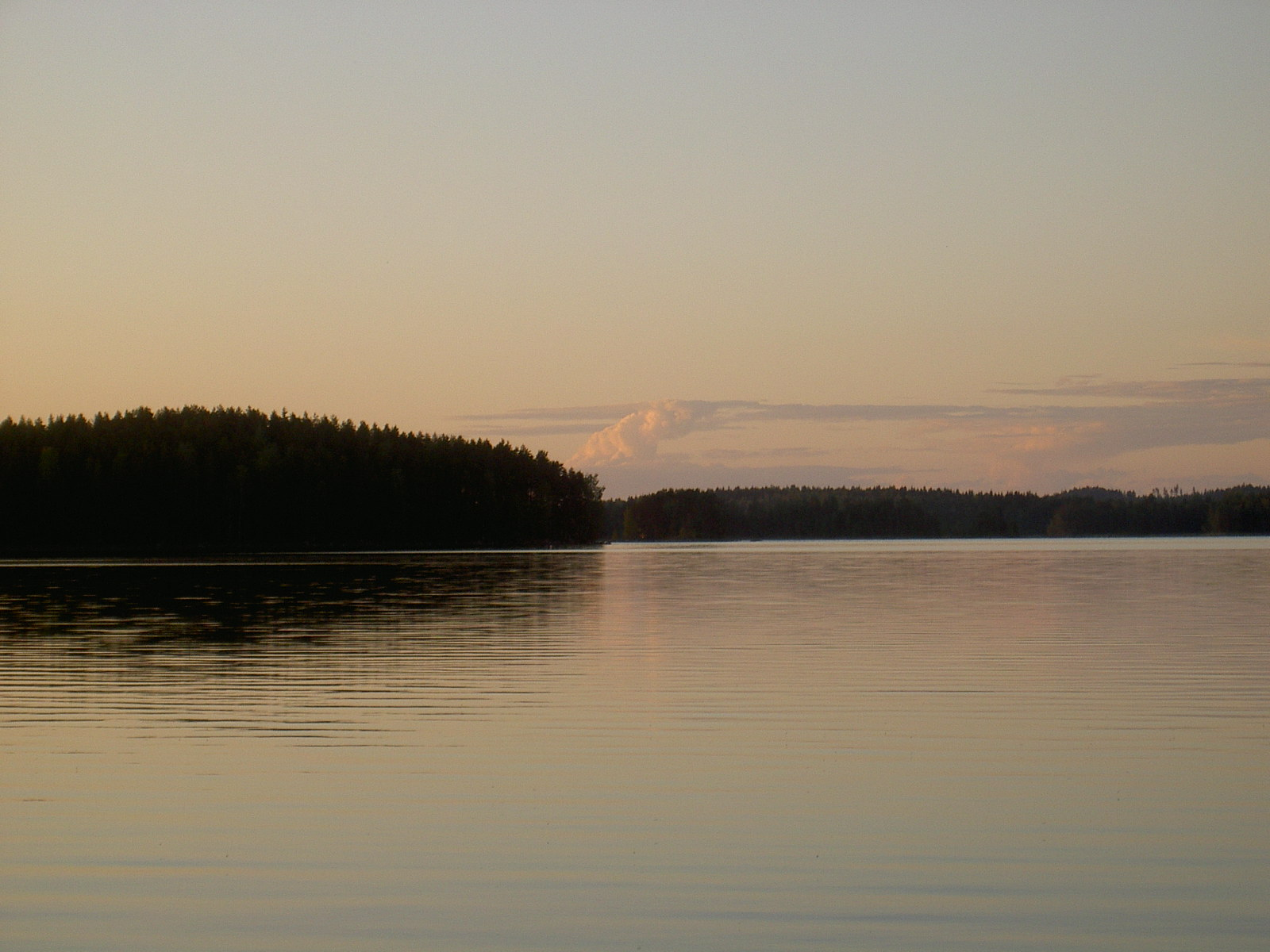
Lago Vesijako

Son zonas protegidas establecidas por razones científicas, mucho más estrictas para los visitantes que los parques nacionales. Cubren un área de 1530 km².
- Häädetkeidas, 5,6 km². Antiguo bosque y pantano inaccesible al público, en las regiones de Pirkanmaa y Satakunta, en el sudoeste. En la región hay osos y castores.
- Karkali, 1 km², en la región de Uusimaa, al sur. Protege un bosque caduco muy común en Centroeuropa.
- Kevo, 712 km², en el extremo norte, región de Laponia. Protege el cañón del río Kevojoki, de unos 40 km de longitud y en algunos lugares 80 m de profundidad. Solo hay dos rutas marcadas, una de 64 km y otra de 78 km.[29]
- Koivusuo, 20 km², en la región de Karelia del Norte, en el este. Se visita para ver glotones, osos, linces y lobos en un paisaje de taiga. Algunas de las caminatas por el río Koitajoi pasan por la zona.
- Malla, 29 km², 69°3′56″N 20°40′16″E. En Laponia, en el extremo noroeste. Protegida desde 1916, y reserva estricta desde 1938. Hay un sendero en el parque gestionado por el Metla (Instituto finlandés de investigación forestal) y está conectada con el monte Saana, de 1029 m, considerado sagrado por los sami. El monte está formado de esquisto y gneis, como los Alpes escandinavos, pero en la reserva, en torno al lago Kilpisjärvi, el suelo es calizo, y esto hace que la vegetación sea diferente.[30]
- Maltio, 148 km², 67°23′42″N 28°43′23″E. En el nordeste, en Laponia.
- Olvassuo, 71 km², 65°6′45″N 27°16′4″E, en el centro de Finlandia, en las regiones de Ostrobotnia del Norte y Kainuu. Está dentro de una zona protegida más amplia que forma parte de Natura 2000 y sitio Ramsar.
- Paljakka. 30 km² en la región de Kainuu. Bosque viejo de piceas que alcanzan los 40 m de altura y con orquídeas como Cypripedium calceolus.
- Pelso, 19 km², 64°26′4″N 26°14′22″E. En la región de Ostrobotnia del Norte, en el centro del país. Pantanosa. Máxima altitud de 115 m.
- Pisavaara, 49 km², 66°16′54″N 25°5′43″E. En el oeste de Laponia. Contiene el biotopo ártico más meridional de Finlandia. No es accesible.
- Runkaus, 70 km², 66°2′49″N 25°31′34″E. En el sur de Laponia. Bosque y humedal sin caminos.
- Salamanperä, 13 km², 63°12′28″N 24°47′51″E. En la región de Finlandia Central, conectada con el Parque nacional de Salamajärvi.
- Sompio, 179 km², 68°9′34″N 27°23′37″E. En Laponia. Se usa para estudiar los efectos del turismo en el Parque nacional de Urho Kekkonen. No abierta al público, solo entran los pastores de renos y los científicos. El centro de la reserva está formado por los abruptos picos de los Nattastunturit Fells, y en el sur se encuentra el lago Sompiojärvi, con bosques de picea siberiana y mirtilos en el sotobosque. Hay ardillas, zorros, liebres, renos, glotones, martas y, ocasionalmente, osos, lobos y linces. En la zona del lago, hay numerosas aves, entre ellas, el chorlito dorado común, el correlimos falcinelo, patos, grullas, gansos, gaviotas y cisnes, así como cazadores norteños, entre los cuales figuran el águila real, el águila pescadora y el ratonero calzado, además del arrendajo siberiano, el carbonero lapón y el pico tridáctilo.[31]
- Sukerijärvi, 22 km², 66°22′2″N 28°54′26″E. Al este del país, junto al Parque nacional de Oulanka. Sin acceso al público.
- Sinivuori, 95 ha, 61°34′28″N 24°43′44″E. En el centro-sur de Finlandia, en la región de Pirkanmaa. No hay senderos en esta reserva de bosque caduco, aunque se puede hacer senderismo a lo largo de las carreteras que la cruzan.
- Ulvinsalo, 25 km², 63°58′21″N 30°22′28″E. Al este, en la región de Kainuu. Aquí vive de forma salvaje una subespecie de reno, el reno de bosque finlandés (Rangifer tarandus fennicus).
- Vaskijärvi, 15 km², 60°50′38″N 22°15′4″E, en el sudoeste de Finlandia. Es, básicamente, un humedal. la tranquilidad permite escuchar a las grullas e incluso a las libélulas. En las lindes del bosque pueden verse alces. Varios senderos bodrean los lagos rodeados de pinos a través de las turberas, entre las que destacan las de un tipo llamado aapa, pantanos de aguas mineralizadas rodeados de ciñénagas cubiertas de pinos y abetos.[32] Además, hay abedules, tilos y álamos en las islas. Entre las aves, además de la grulla, hay águila pescadora, gallo lira común y lagópodo común, y entre los mamíferos también hay nutrias y ardilla voladora siberiana.[33]
- Vesijako, 1 km², 61°21′2″N 25°6′25″E. Al sur, en la región de Päijänne Tavastia, junto al lago Vesijako, conocido por tener dos cuencas de drenaje (lago bifurcado).
- Värriö, 125 km², 67°44′16″N 29°38′58″E. En el nordeste en Laponia. pastoreo de renos, con lobos y glotones. Aquí se encuentra la Estación de investigación subártica de Värriö, fundada en 1967, 120 km al norte del círculo polar ártico. Siendo multidisciplinaria, investiga las aves que anidan en el lugar, la abundancia de polillas o las bayas, los incendios forestales o los efectos del pastoreo de renos en un bosque virgen.[34]

## Áreas naturales protegidas

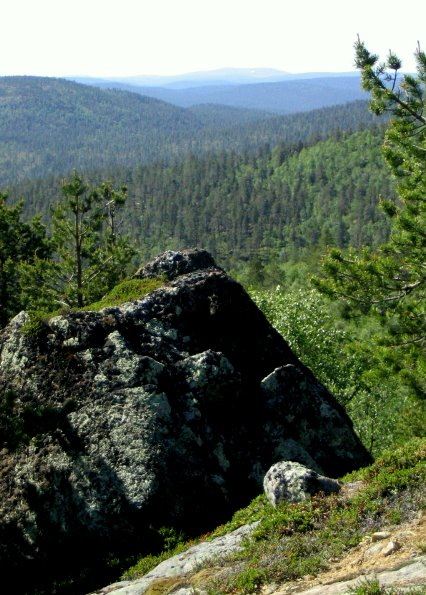
Área natural protegida de Hammastunturi

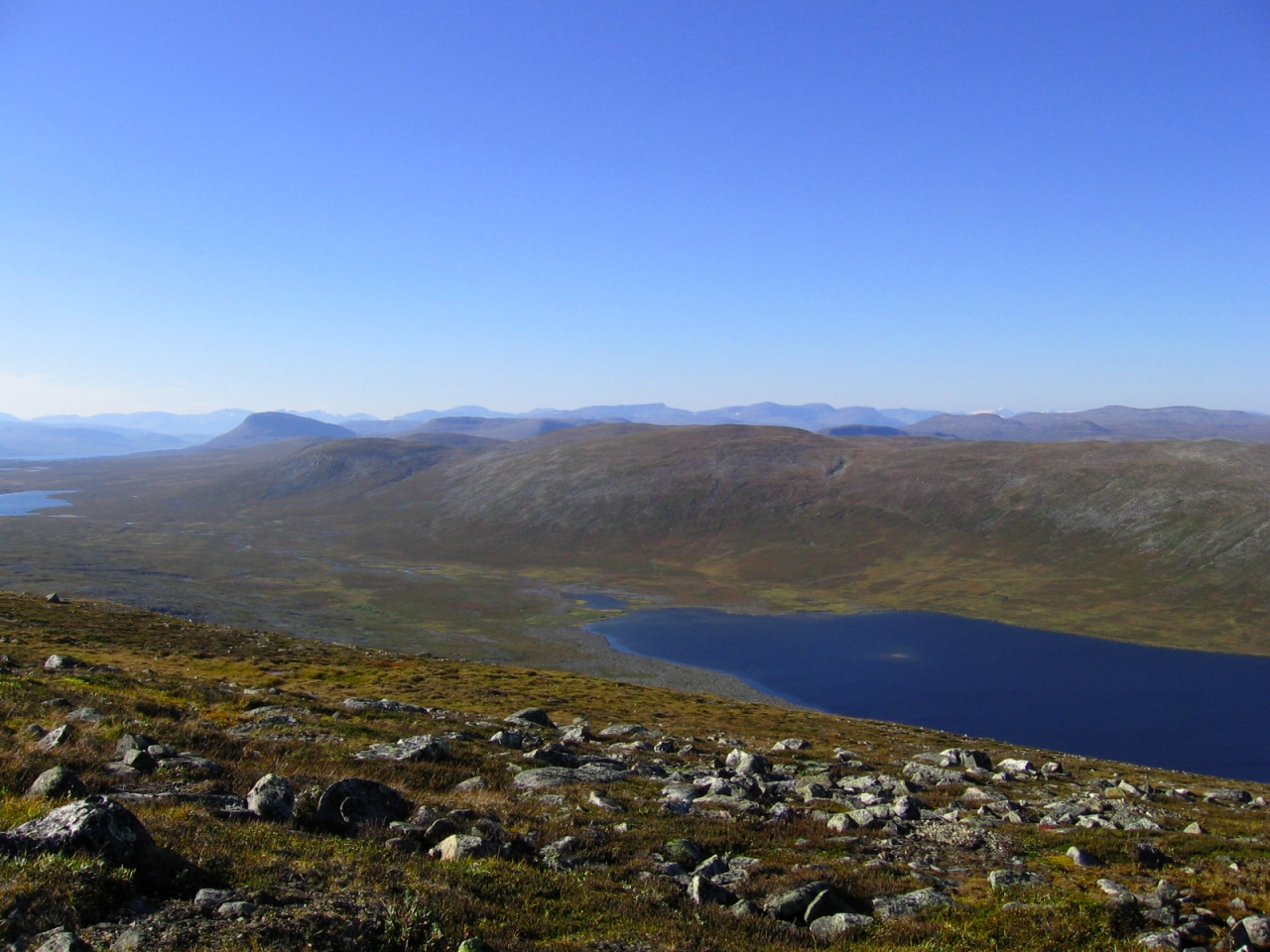
Vista desde Termisvaaralta en Käsivarsi.

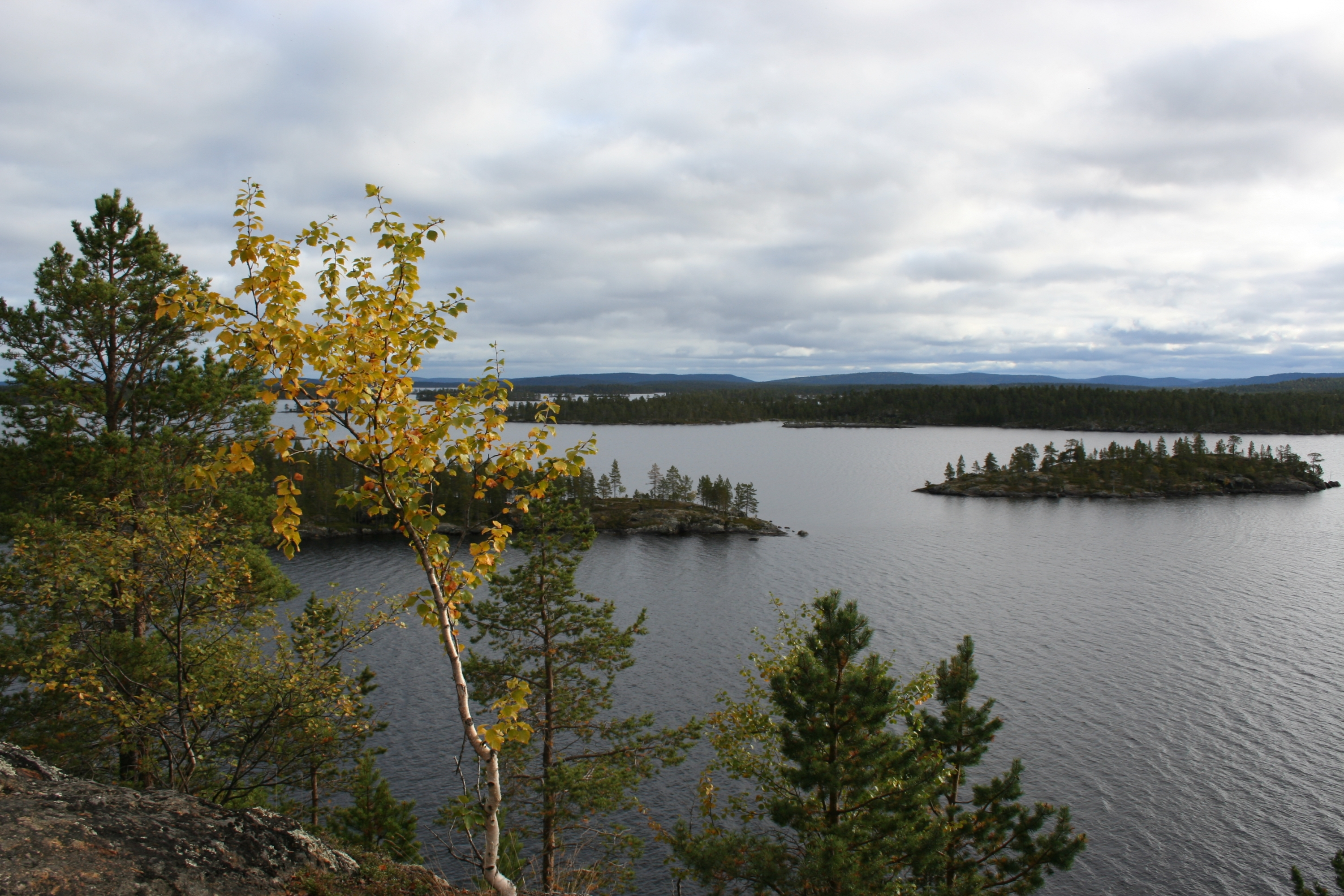
Islotes en el lago Inari.

Erämaa-alueet en finés, son zonas remotas que no son reservas estrictas, pero desde 1991 conservan su carácter salvaje. Todas se sitúan en la región de Laponia Finlandesa, y se crearon para conservar la cultura y el modo de vida de los samis. Cubren un área de 14.890 km² y están gestionadas por la administración forestal, Metsähallitus.
- Hammastunturi, 1825 km², 68°31′N 26°37′E. Situada en las tierras altas de Kehäpää, con los tunturis de Hammastunturi y Appistunturi, de 500 m de altura, y un área boscosa entre el Parque nacional de Urho Kekkonen y el Parque nacional de Lemmenjoki. Se crían renos y tuvo un auge durante la fiebre del oro del siglo XIX, a lo largo del río Ivalo. Hay piceas en el sur y pinos en el norte.[35]
- Kaldoaivi, 2924 km², 69°42′N 28°04′E. En el extremo norte, es el área protegida más grande de Finlandia, y se alarga hacia Noruega. Es una zona de tierras altas, entre 200 y 300 m, con pocos árboles, excepto algunos abedules. destaca por la pesca, con los ríos Vetsijoki y Pulmankijoki (donde crecen los pinos más septentrionales de Finlandia), afluentes del río Tenojoki, y en el sur, el río Näätämöjoki, que nace en el lago Iijärvi. Sobre todo en el sur, hay turberas y lagos bajo los bosques de abedules de los tunturis. Estos superan los 400 m en el monte Tšuomasvarri. Las laderas son suaves y los esker facilitan el tránsito a pie. El lago Pulmankijärvi es un antiguo fiordo del mar Ártico, situado en la cabeza de la Dama de Finlandia. Hay chorlito dorado común, halcón gerifalte, búho nival, aguja colipinta y pato havelda, entre otras aves, así como armiños, zorros rojos y árticos, nutrias, etc.[36][37]
- Kemihaara, 302 km², 67°56′N 28°44′E. Está rodeada por el Parque nacional de Kekkonen, al norte y el río Kemi, al este. Sus principales características son los tunturis Uittipiekantunturi y Sorvortantunturi, en el sur de la reserva, ambos de 420 m de altura. Hay otras colinas sin árboles, como Akanvaara y Ätimysvaara. Al norte, hay extensos pantanos, que son la fuente de los ríos Kemi y Pihtijoki.[38]
- Käsivarsi, 2206 km², 69°05′N 021°30′E. En el extremo noroeste de Finlandia, en Laponia. Es la segunda reserva natural más grande del país y la más visitada. Excepto el cercano monte Saana, todas las cimas de más de mil metros finlandesas se encuentran en esta reserva. Son montes pelados, cubiertos de páramos que en invierno están bajo la nieve, lo que en inglés se llaman fells y en castellano a veces estivas, pero se corresponde mejor con tunturi, que viene del finés. Al norte de la zona se encuentra el monte Halti, de 1324 m, el más alto de Finlandia, formado por esquistos que se superpusieron a la roca existente, aunque la verdadera cima está muy cerca, en Noruega, a 1365 m. Está junto al Parque nacional de Reisa. El nombre Karivarsi significa 'brazo', y se correspondería con el brazo derecho de la Dama de Finlandia, la silueta del país con forma de mujer. El emblema de la reserva es la perdiz nival. En las extensiones rocosas formadas por el duro clima glaciar se encuentran plantas raras como Ranunculus glacialis, Pedicularis hirsuta, Campanula uniflora, Ranunculus sulphureus, Erigeron alpinus, Antennaria lanata, Rhododendron lapponicum y, en las paredes calcáreas, Potentilla nivea, una rosácea de color amarillo que solo crece en Finlandia.[39] Hay al menos 340 especies de mariposas y unas 100 especies de aves que anidan aquí, como el mirlo capiblanco, el bisbita pratense, el escribano lapón, etc. Abundan los salmones, es raro ver todavía zorros árticos, debido a la escasez de lemmings, su alimento principal.[40]

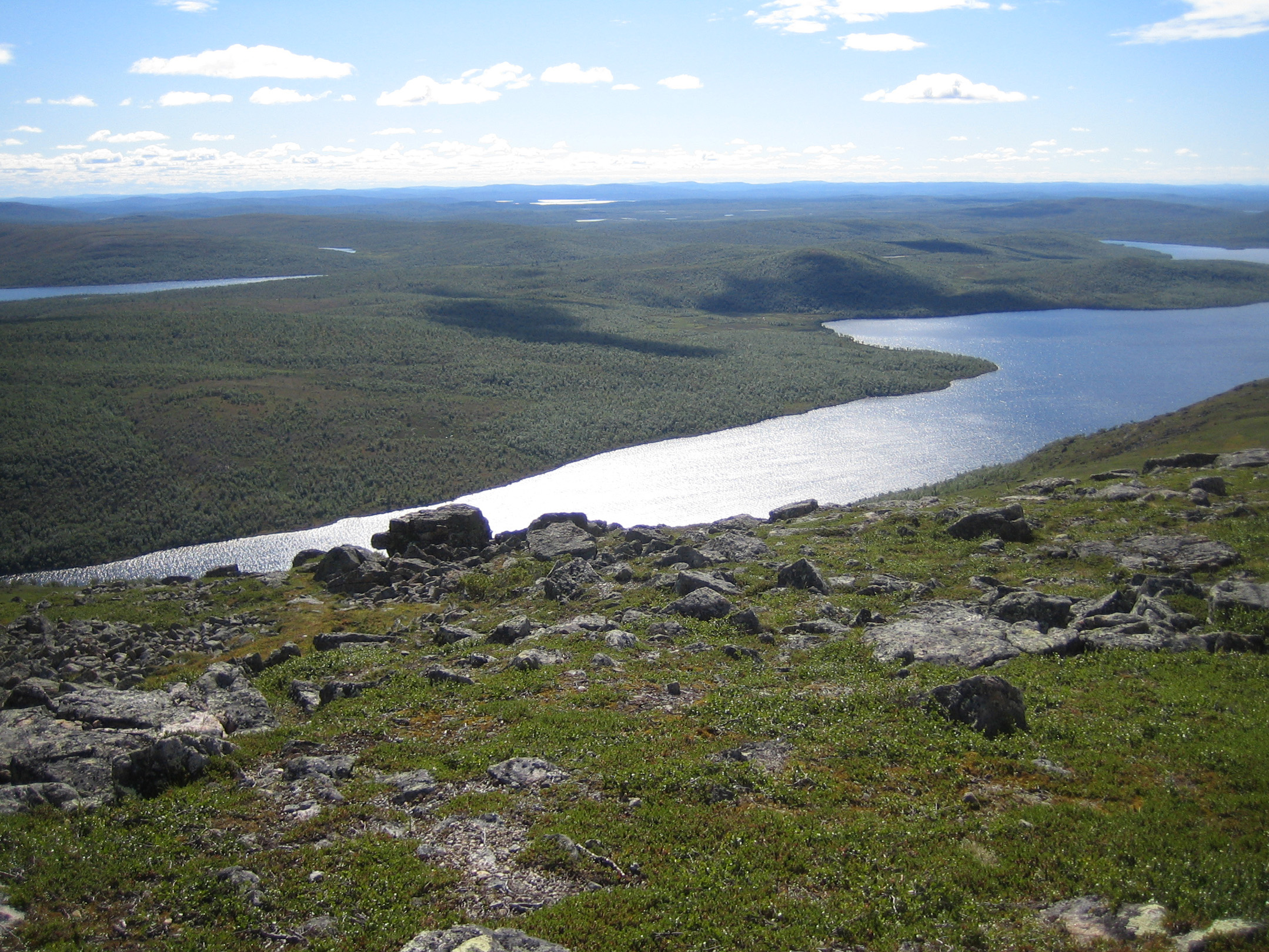
Lago Peltojärvi en el área natural de Muotkatunturi

- Muotkatunturi, 1570 km², 69°6′N 26°24′E. En Laponia. es una zona de cría de renos. Se practica la silvicultura. No hay senderos marcados, y solo hay cuatro cabañas. En el nordeste hay pantanos, en el norte hay tunturis, entre los que destaca el de Kuárvikozzâ, con 590 m, en el oeste hay bosques de pinos. En el centro se encuentra el lago Peltojärvi.
- Paistunturi, 1570 km², 69°48′N 26°38′E. En el extremo norte, en la frontera con Noruega. Consiste en una sucesión de tunturis con bosques de abedules en las laderas. También hay turberas aapa y palsa. La reserva natural estricta de Kevo la divide en dos partes.[41]
- Pulju, 570 km², 68°18′N 24°43′E. Turberas, colinas y tunturis. Junto al Parque nacional de Lemmenjoki y en Noruega, el Parque nacional de Øvre Anarjohka. Se practica la cría de renos.[42]

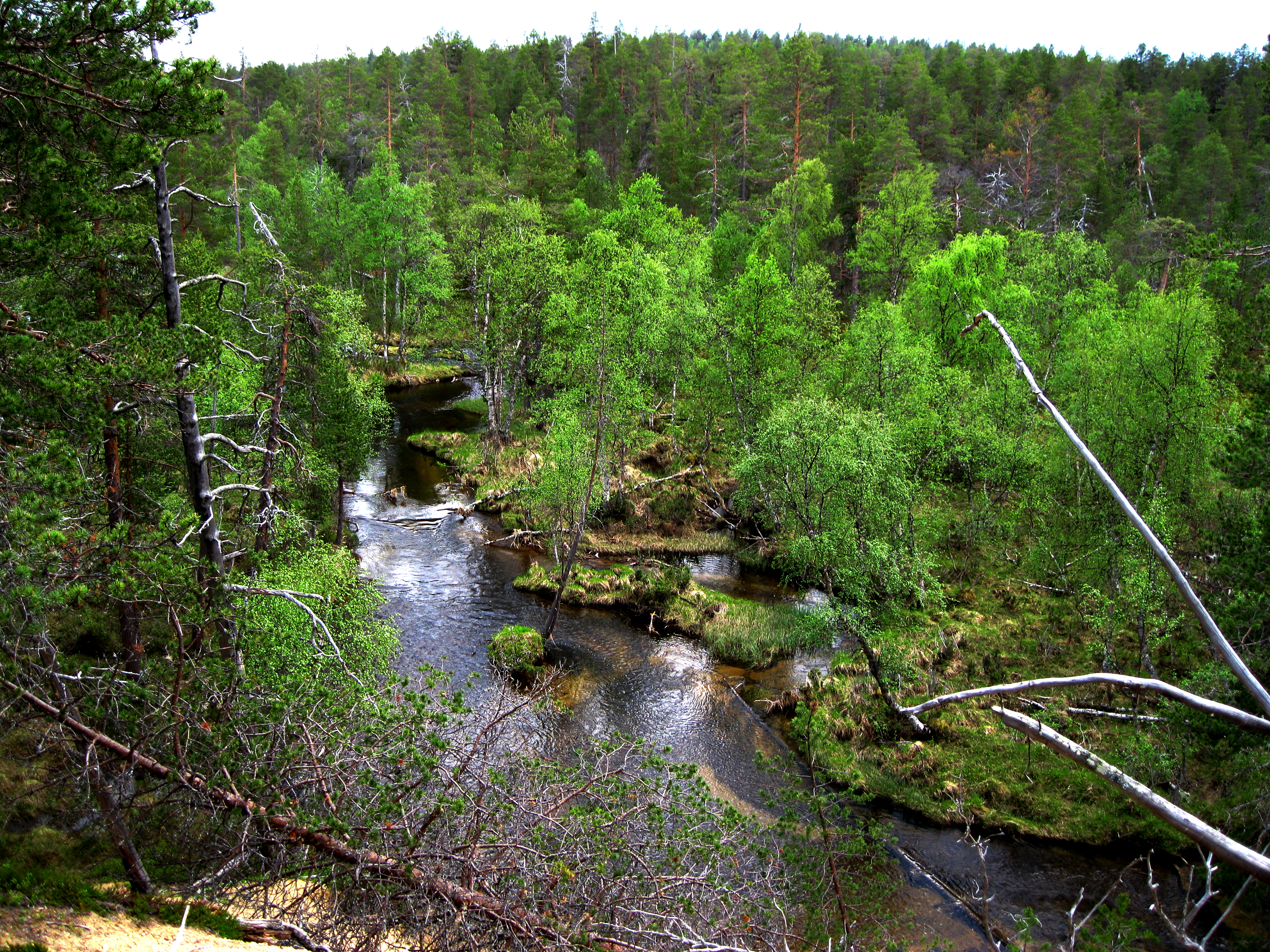
Área natural de Tsarmitunturi

- Pöyrisjärvi, 1280 km². Se llama así por el lago Pöyrisjärvi, que se halla en el norte del área natural. Su parte septentrional posee dunas de arena y resaltes. Los senderos (no marcados) rodean los pantanos-turbera más grandes. Se encuentra al norte del área de Pulju y el Parque nacional de Lemmenjoki ocupa el este y sudeste. Al norte se encuentra el Parque nacional noruego de Øvre Anárjohka. El bosque es de pinos al sur seguido de un bosque de abedules. Al norte del lago hay una serie de tunturis. También hay amplias turberas palsa sobre permafrost. En las dunas, crecen enebros, camarina negra y arándano rojo. Hay patos, gansos y cisnes. Entre los depredadores de la zona, zorro ártico, lince, glotón, mustélidos y, escasamente, lobo y oso.[43]
- Tarvantovaara, 670 km². Al sur se encuentra el límite septentrional de los pinos, aunque el árbol predominante es el abedul. Al norte, en la frontera noruega, se encuentran tunturis de hasta 600 m. Un tercio de la zona son turberas, principalmente palsa, con zonas heladas. En 1950 se descubrió que aquí anidaba el cisne cantor, de la mano del escritor finés Yrjö Kokko, y un relato suyo hizo que el ave se convirtiera en animal protegido.[44]
- Tsarmitunturi, 150 km², 68°40′N 28°25′E. En el municipio de Inari, cerca de la frontera rusa. Está presidido por dos elevaciones, Tsarmitunturi y Akalauttapää, separadas por el desfiladero de Pahakuru. Hay osos en la zona.
- Tuntsa, 212 km², 67°39′N 29°34′E. Al este de Laponia. Agreste, alcanza los 550 m en los tunturis. Al norte se encuentra la reserva estricta de Värriö. Es el límite septentrional de las piceas y los abetos. En las laderas desnudas abundan los enebros. Los abedules han sido dañados por una polilla, Epirrita autumnata. Apenas hay pinos. En la década de 1960, un incendio destruyó 20.000 ha de bosque. El área dañada es atravesada por un sendero desde el que puede verse la recuperación.[45]
- Vätsäri, 1550 km², al este de Laponia, forma parte del Parque Trilateral Pasvik–Inari, junto al Parque nacional de Øvre Pasvik, en Noruega, y la Reserva natural de Pasvik, ruso-noruega, que cubre un total de 14.903 km², donde está prohibida la construcción de carreteras y la minería. Con todo, adolece de largos inviernos, pobreza del suelo por el roquedo de gneiss, lluvia ácida y pérdida de peces debida a las instalaciones hidroeléctricas del río Paatsjoki, que fluye desde el lago Inari. La reserva se encuentra en la orilla nordeste del lago Inari, en Inari, siguiendo la frontera con Noruega. Es un refugio para el oso pardo, abundan los alces y los samis crían renos en su interior. Entre los peces, el corégono blanco y la farra. El paisaje está formado por miles de pequeños lagos, arroyos, pantanos y bosque de pino silvestre.[46]

## Reservas de la biosfera de la Unesco
- Parque nacional del Archipiélago Marino, 500 km²
- Reserva de la biosfera de Carelia del Norte, 4407,5 km², al este-sudeste del país. El Parque nacional de Koli se encuentra en su interior. Es una extensión masiva de bosque (un 70 %) sobre las rocas más antiguas del mundo, y con unos 2200 lagos, entre ellos el lago Pielinen, el cuarto de Finlandia en extensión.[47]

## Patrimonio de la humanidad

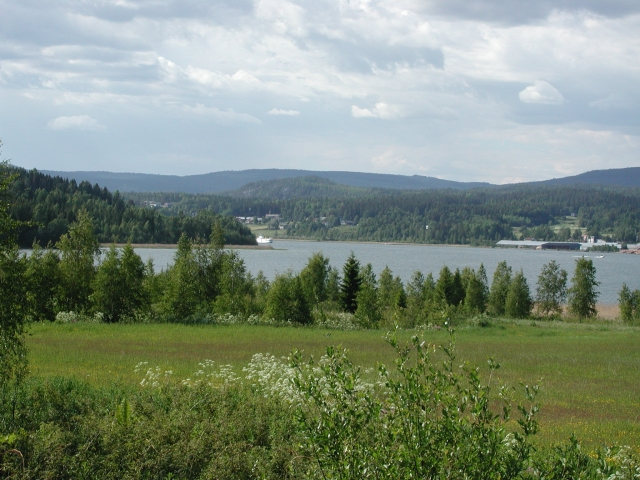
La Costa Alta sueca, que forma parte del sitio patrimonio de la humanidad junto al archipiélago de Kvarken

- Costa Alta/archipiélago de Kvarken, 3369 km², entre Finlandia y Suecia. Solo el archipiélago en Finlandia, 1994 km². Kvarken tiene dos islas grandes, Replot y Björkö, y muchas islas pequeñas deshabitadas. En el lado sueco hay menos islas. Partes del archipiélago, junto a la Costa Alta o Höga Kusten sueca se añadieron al patrimonio de la humanidad como testimonio del rápido levantamiento del terreno después de la última era glaciar. Como consecuencia, las islas se expanden, las penínsulas crece y las bahías se transforman en lagos y estos en turberas, dominadas por un fenómeno de isostasia.[48]

## Sitios Ramsar

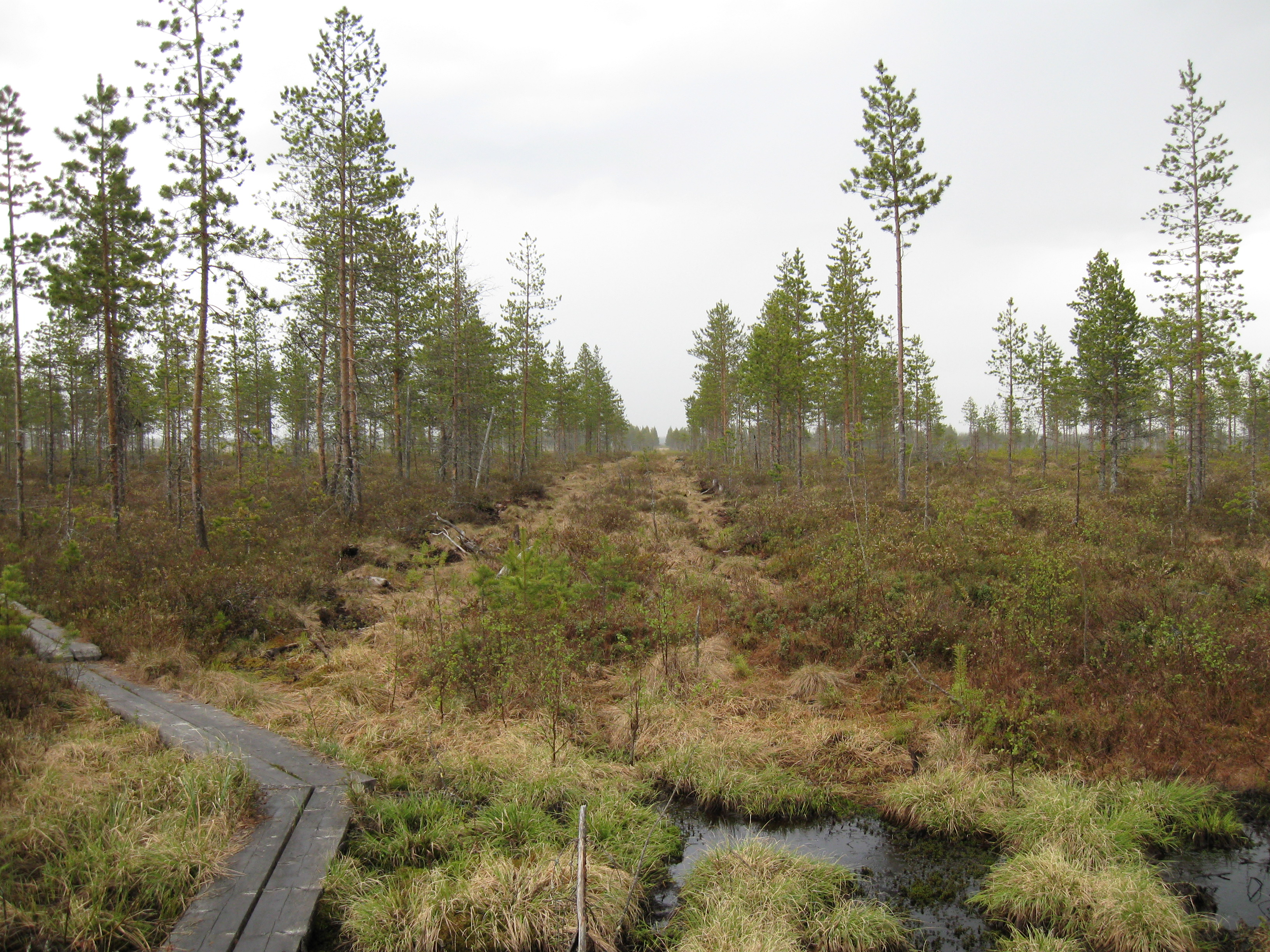
Turberas de Olvassuo

En Finlandia hay 49 sitios Ramsar que cubren una superficie de 7995,2 km².
- Islas de Aspskär
- Lagos de Rääkkylä y Kitee
- Lagos de Rantasalmi
- Humedales de Haapavesi
- Humedales de la isla de Hailuoto
- Humedales de Hanko y Tammisaari
- Humedales de Lapväärtti
- Humedales de Siikajoki
- Humedales del área de Vanajavesi
- Archipiélago de Björkör y Lågskär
- Islas de Kainuunkylä
- Parque nacional de Kauhaneva-Pohjankangas
- Bahía de Kirkon-Vilkkiläntura
- Turbera de Koitelainen
- Islas de Krunnit
- Lago de Kirkkojärvi y bahía de Lupinlahti
- Área del lago Kirkkojärvi
- Área del lago Kutajärvi
- Lago Läppträsket
- Lagos Aittojärvi y Kongasjärvi
- Lagos Heinä-Suvanto y Hetejärvi
- Lago Sysmäjärvi
- Turberas Lätäseno-Hietajoki
- Parque nacional de Lemmenjoki
- Turberas de Levaneva
- Área de la bahía de Liminganlahti
- Turberas de Martimoaapa-Lumiaapa-Penikat
- Turberas de Olvassuo
- Parque nacional de Oulanka
- Parque nacional de Patvinsuo
- Bahía de Pernajanlahti
- Turberas de Pilvineva
- Estuario de Porvoonjoki-Stensböle
- Archipiélago de Quark
- Parque nacional de Riisitunturi
- Turberas del río Luiro
- Parque nacional de Salamajärvi
- Turberas de Sammuttijänkä-Vaijoenjänkä
- Archipiélago de Signilskär-Märket
- Área de la bahía de Siikalahti
- Archipiélago Söderskär y Långören
- Turberas de Sotkavuoma
- Turberas de Suurenaukeansuo-Isosuo y lago Pohjalampi
- Turberas de Teuravuoma-Kivijärvenvuoma
- Parque nacional de Torrunsuo
- Parque nacional de Valkmusa
- Vanhankaupunginlahti, Laajalahti
- Bahía de Vassorfjärden
- Turberas de Veneneva-Pelso